# Саміт G-20 у Нью-Делі (2023)
Саміт G20 у Нью-Делі 2023 року (гінді: 2023 G20 नई दिल्ली शिखर सम्मेलन) — вісімнадцята зустріч групи двадцяти (G20), саміт, проходить у Міжнародному виставковому конференц-центрі (IECC), Праґаті-Майдан, Нью-Делі у 2023 році. Це перший в історії саміт G20, який відбувся в Індії, а також у Південній Азії загалом.

## Головування
На саміті G20 у Нью-Делі головуватиме прем'єр-міністр Індії Нарендра Моді.
Головування Індії розпочалося 1 грудня 2022 року. Під час церемонії передачі головування G20, 16 листопада 2022 року символічний молоток голови G20 був переданий від президента Індонезії Джоко Відодо до прем’єр-міністра Індії Нарендри Моді після завершення саміту на Балі (15—16 листопада 2022 року).
Рік головування Індії у G20 проходить під лозунгом «Одна Земля — Одна Сім’я — Одне Майбутнє», взятого із санскритської фрази «Васудгайва Кутумбакам» із Мага Упанішади, яка означає «весь світ — це одна сім’я».

## Пріоритети порядку денного
Індія висунула шість пріоритетів порядку денного для діалогу G20 у 2023 році:
- Зелений розвиток, кліматичне фінансування та життя
- Прискорене, інклюзивне та стійке зростання
- Прискорення прогресу в досягненні ЦСР
- Технологічна трансформація та цифрова громадська інфраструктура
- Багатосторонні інституції для 21 століття
- Розвиток під керівництвом жінок

## Лідери країн G20

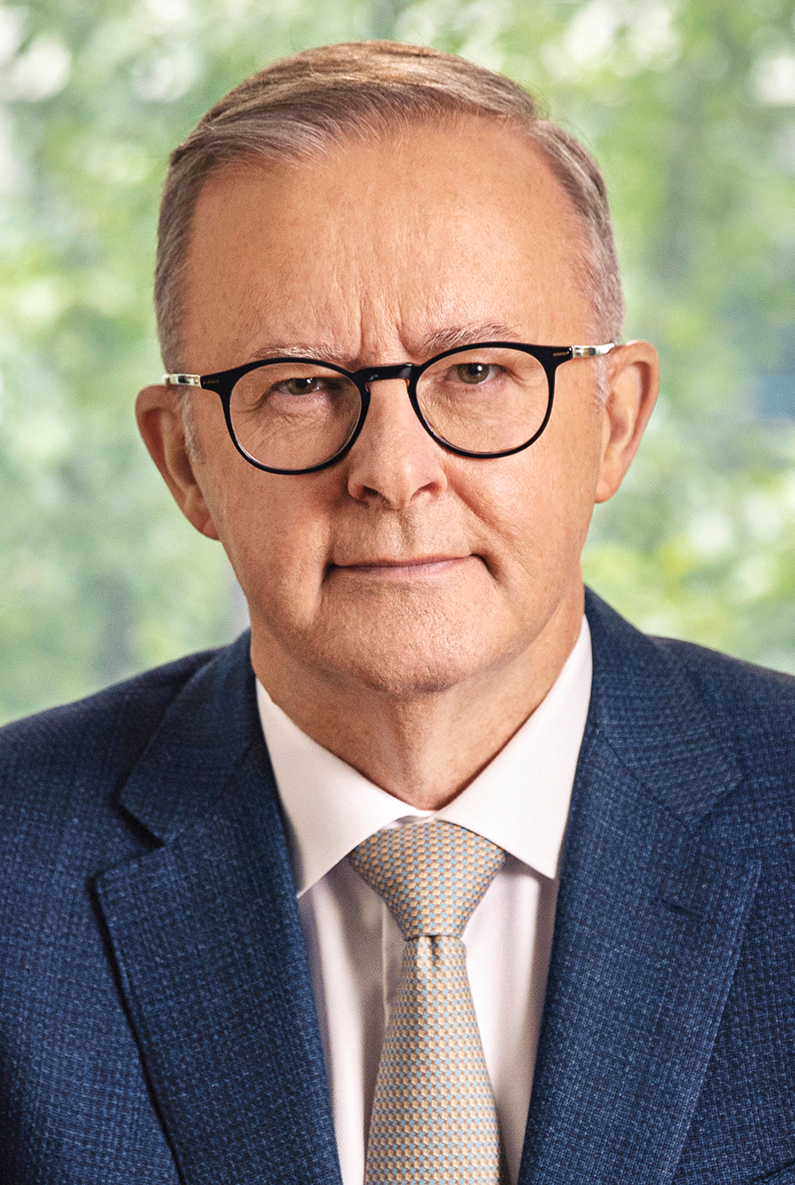
AUS Ентоні Албаніз
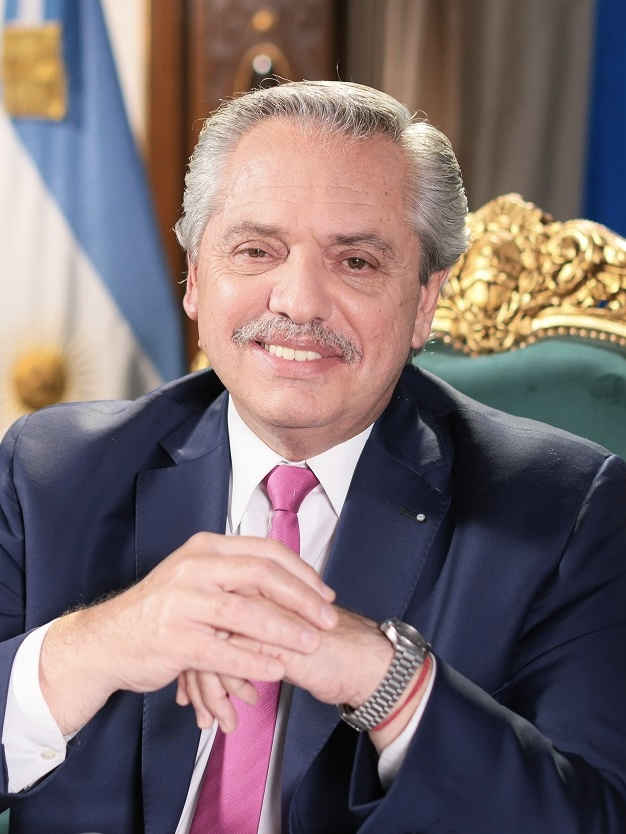
ARG Альберто Фернандес
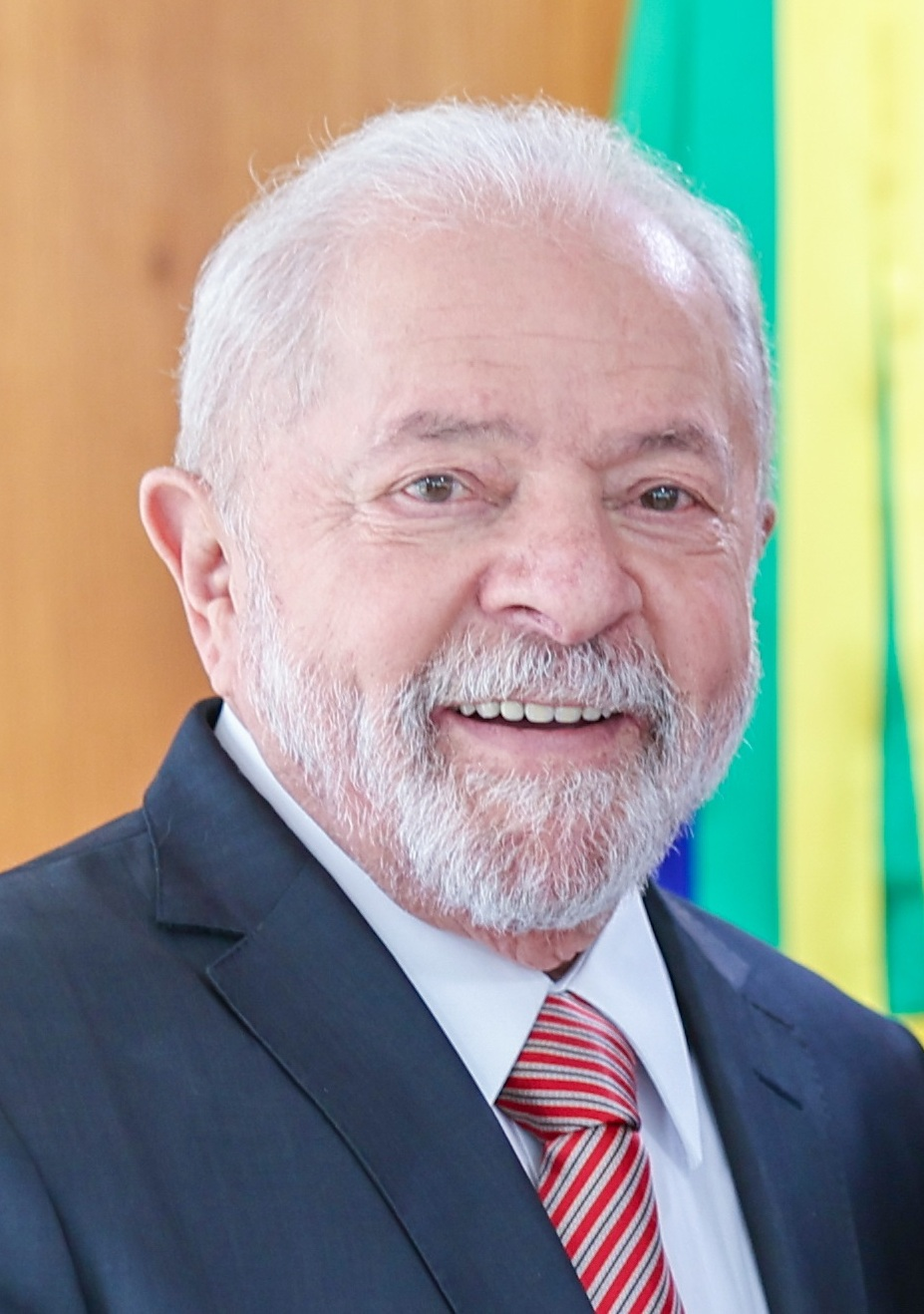
BRA Луїз Інасіо Лула да Сілва
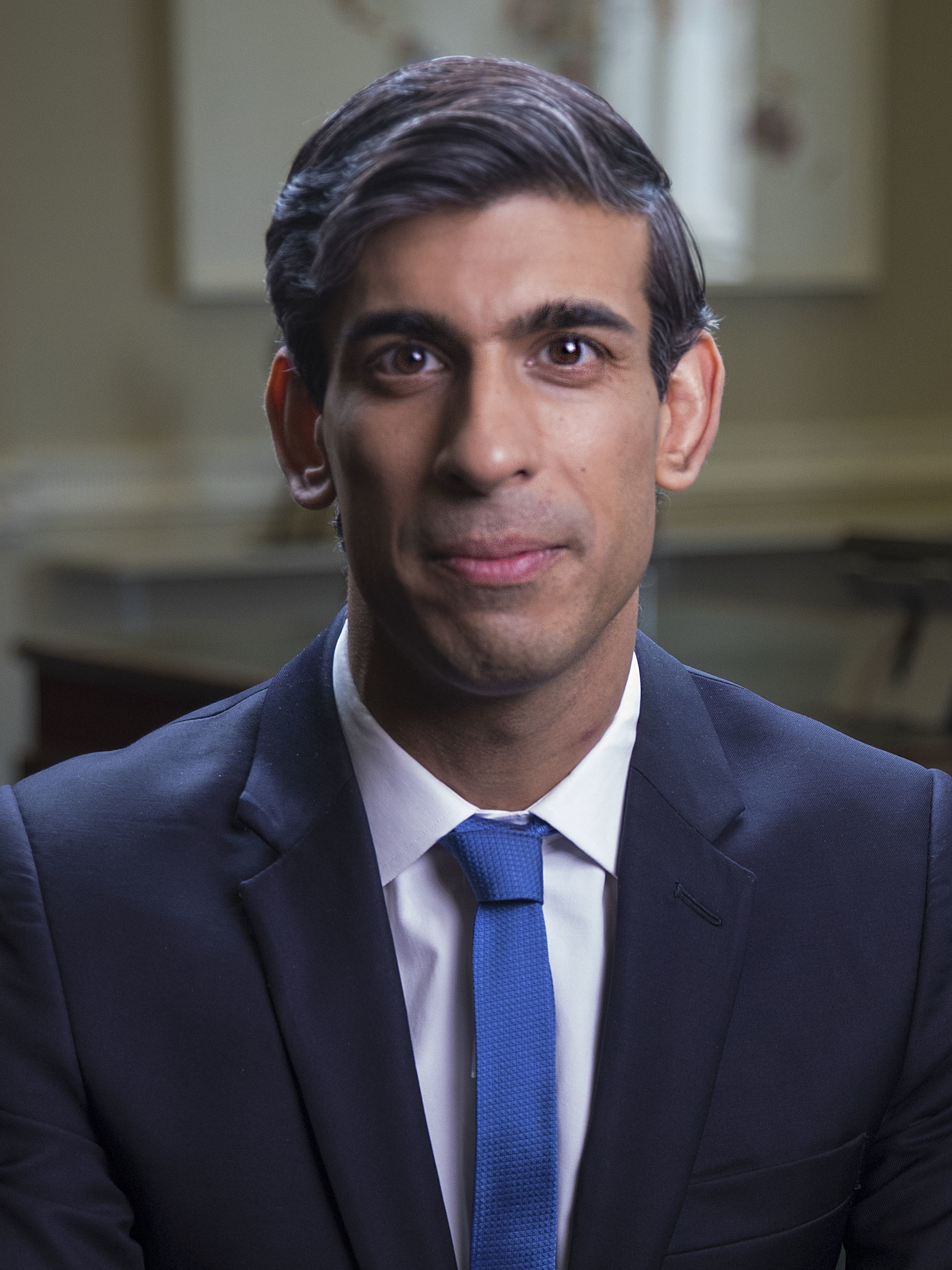
GBR Ріші Сунак
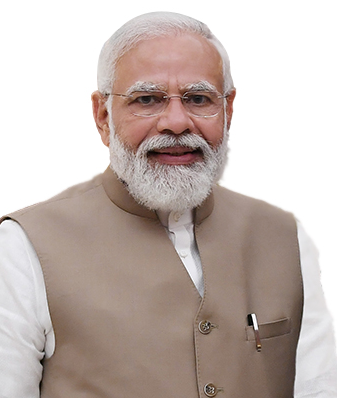
IND Нарендра Моді
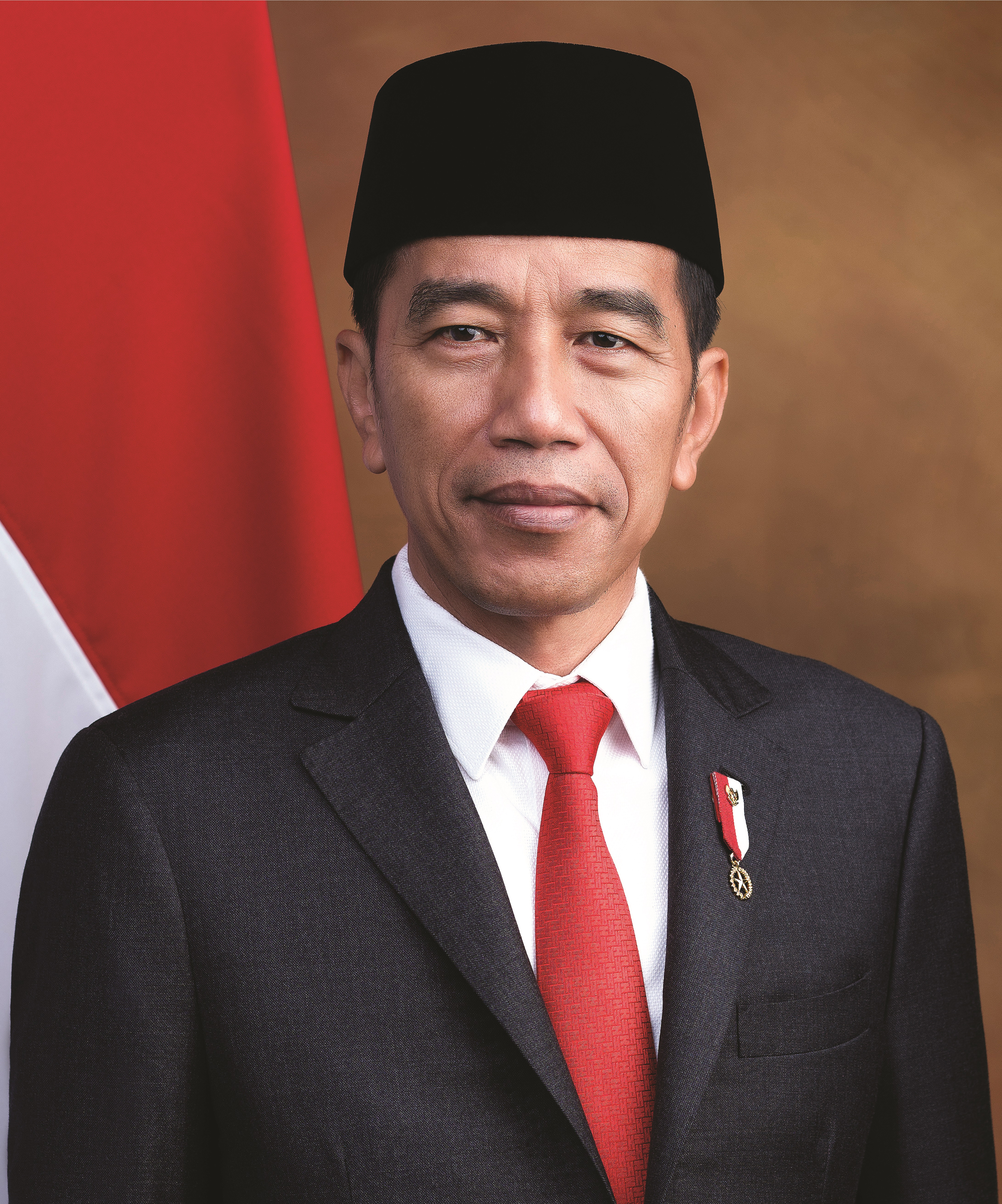
IDN Джоко Відодо
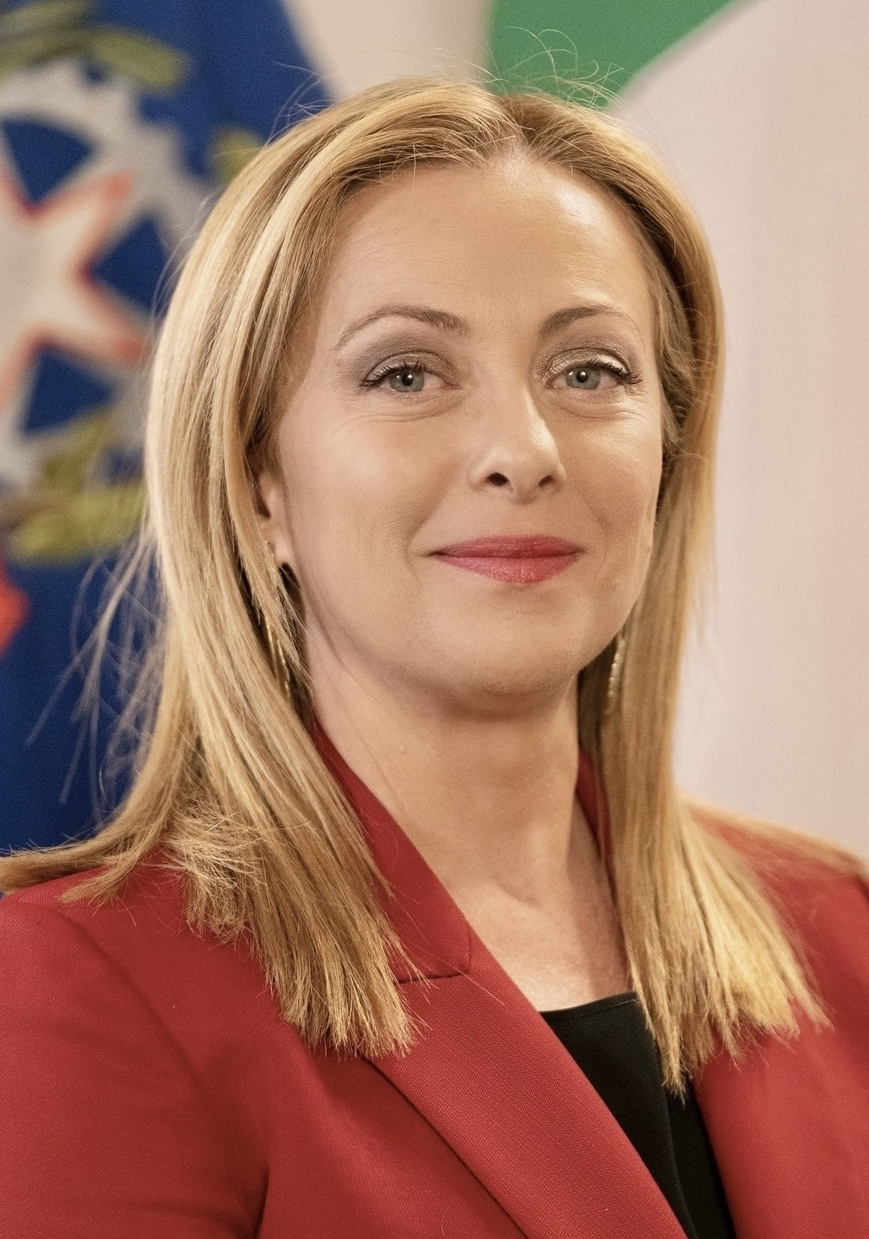
ITA Джорджа Мелоні
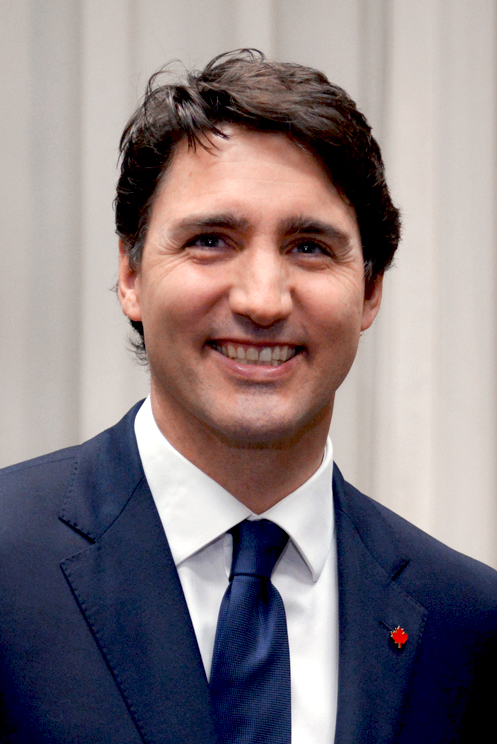
CAN Джастін Трюдо
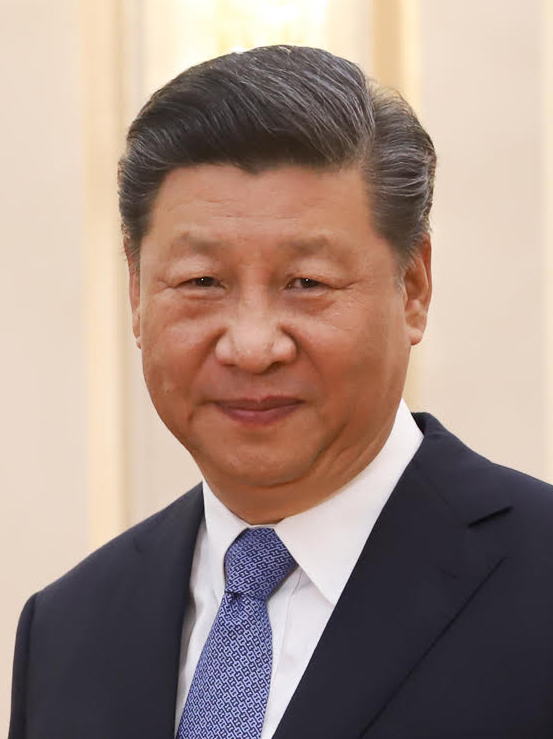
CHN Сі Цзіньпін
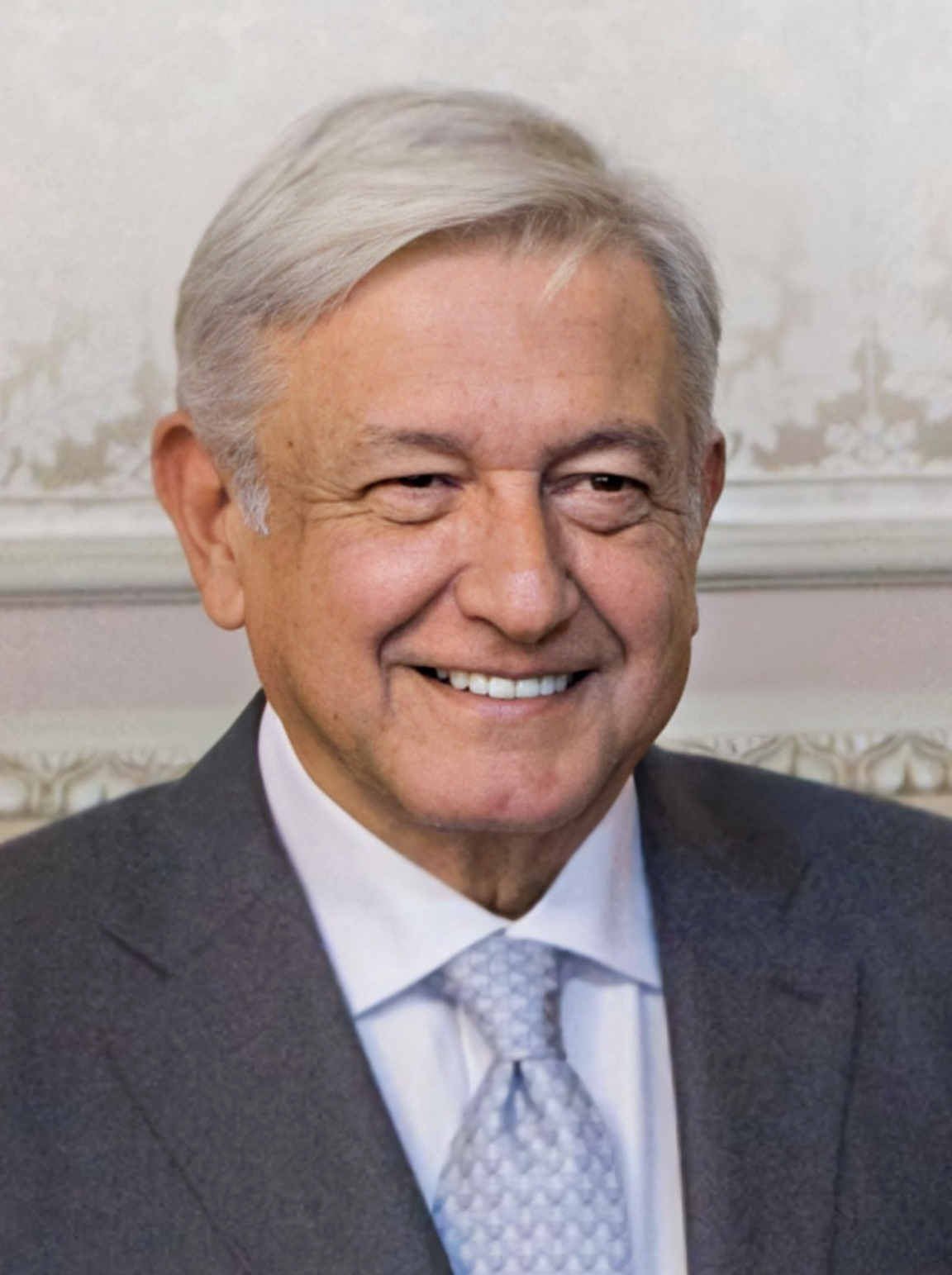
MEX Андрес Мануель Лопес Обрадор
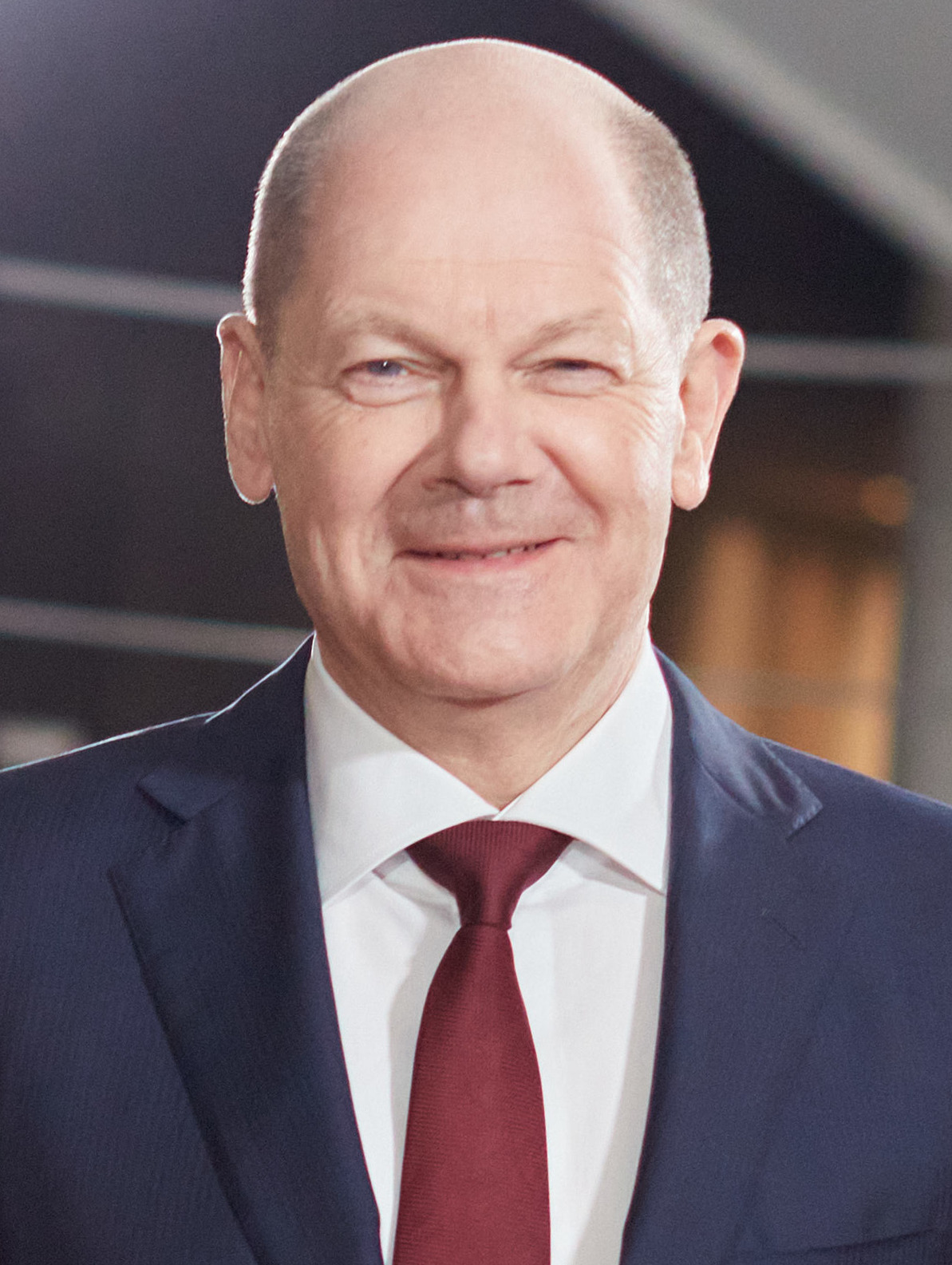
DEU Олаф Шольц
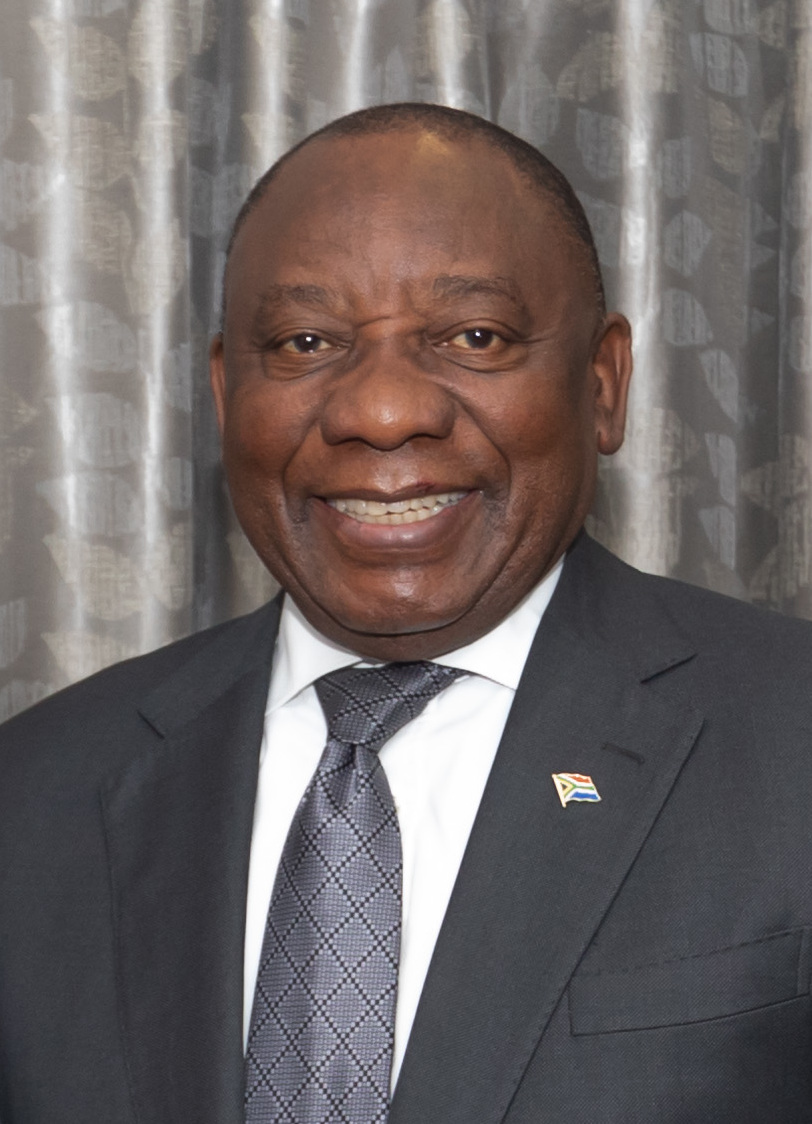
ZAF Сиріл Рамафоса
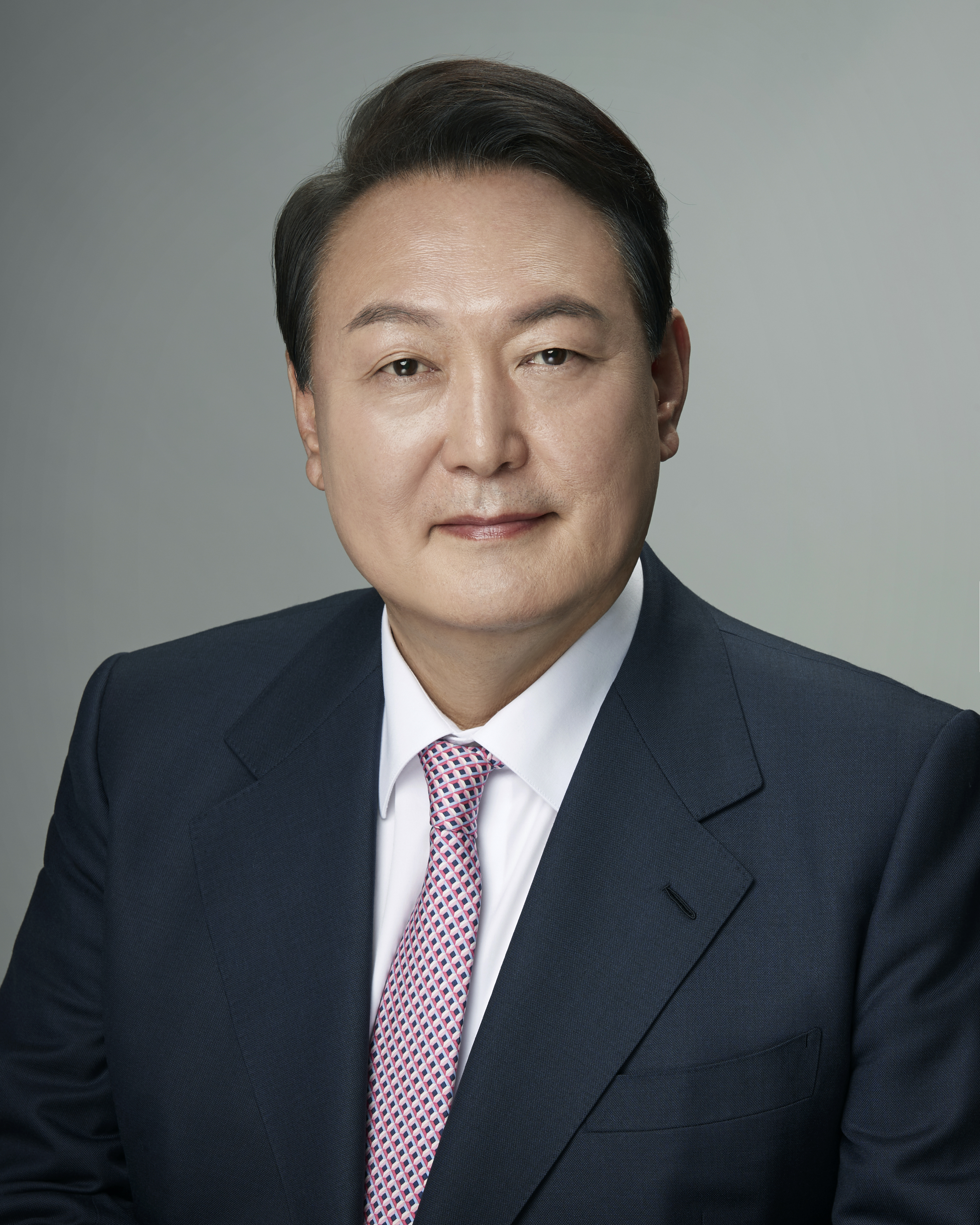
KOR Юн Сок Йоль
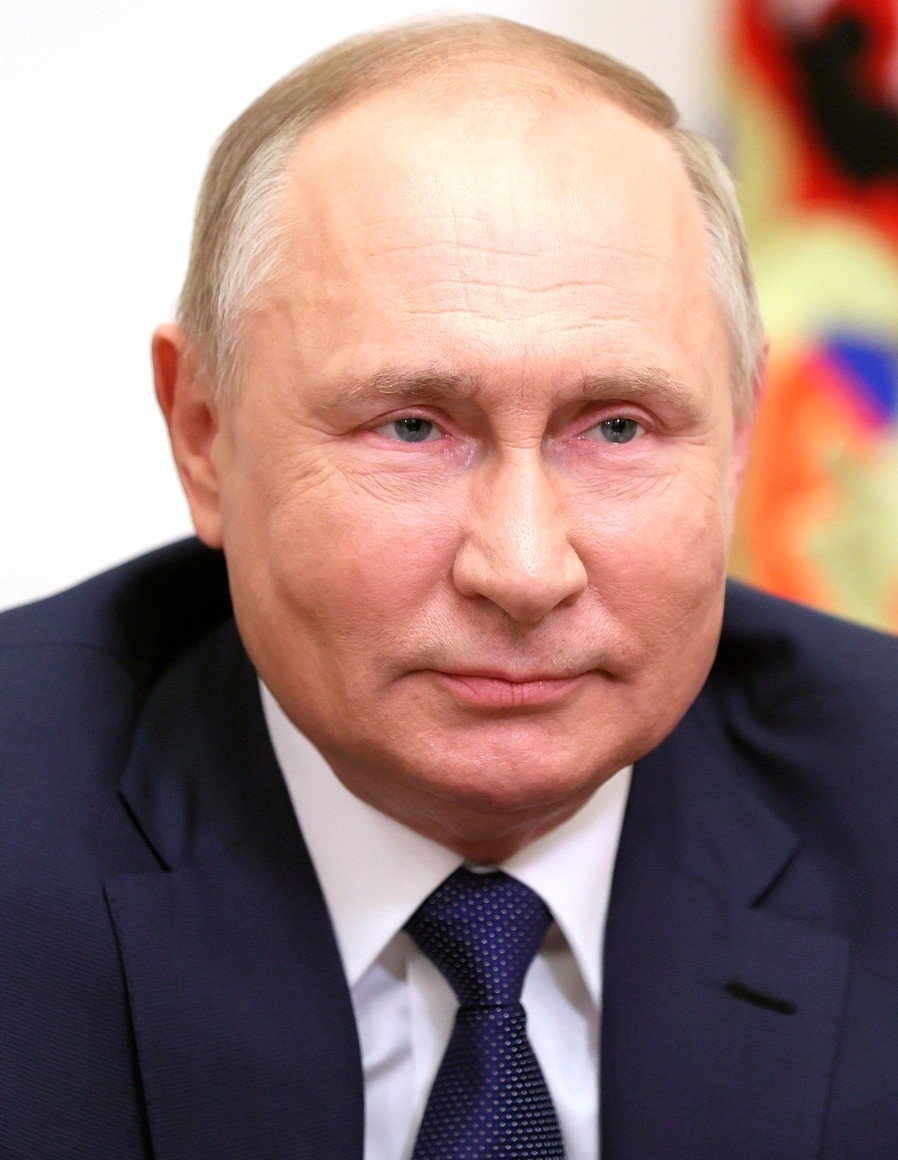
RUS Володимир Путін
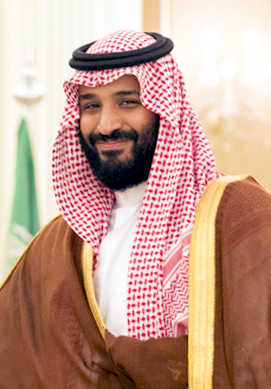
SAU Мухаммед ібн Салман
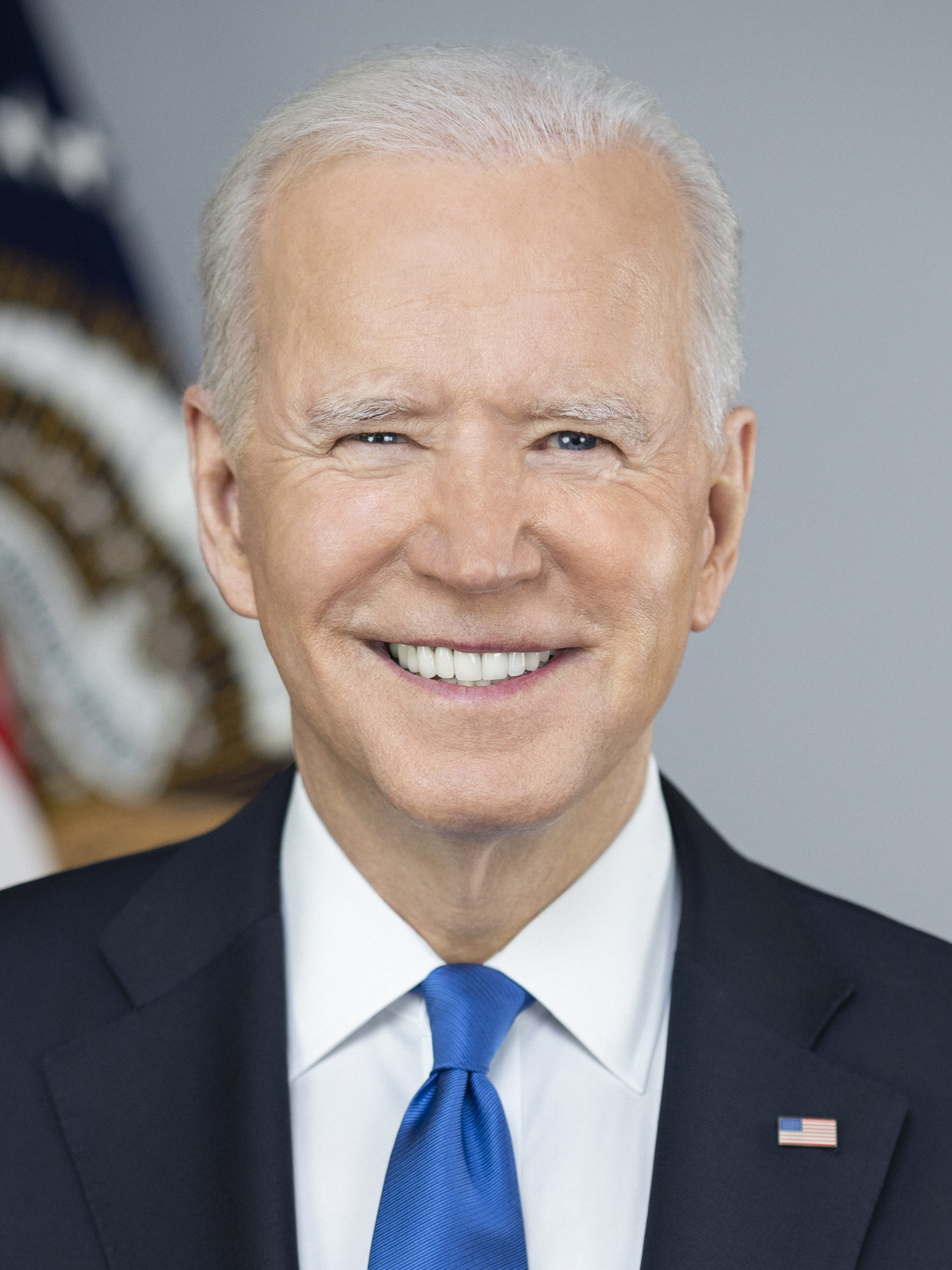
USA Джо Байден
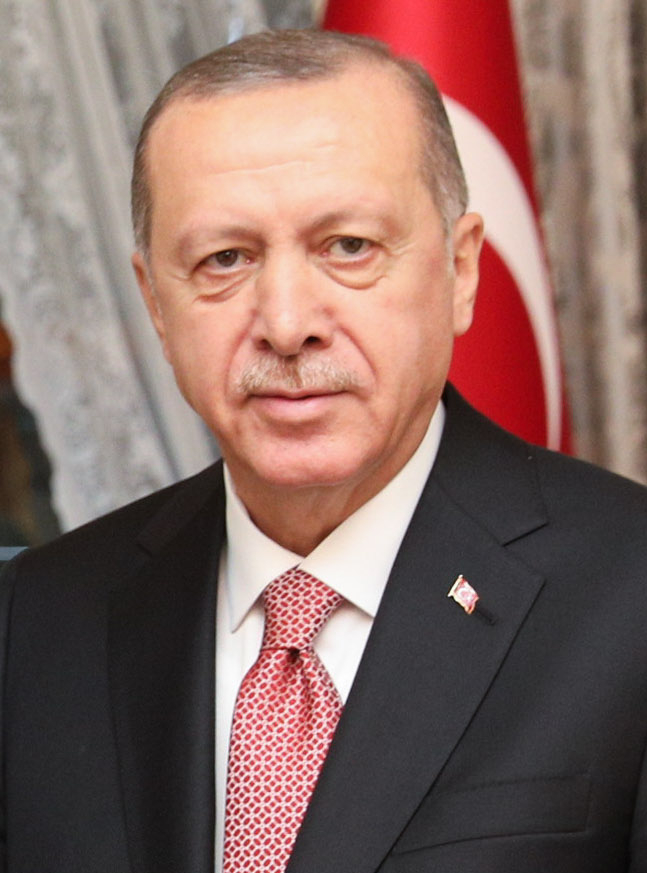
TUR Реджеп Тайїп Ердоган
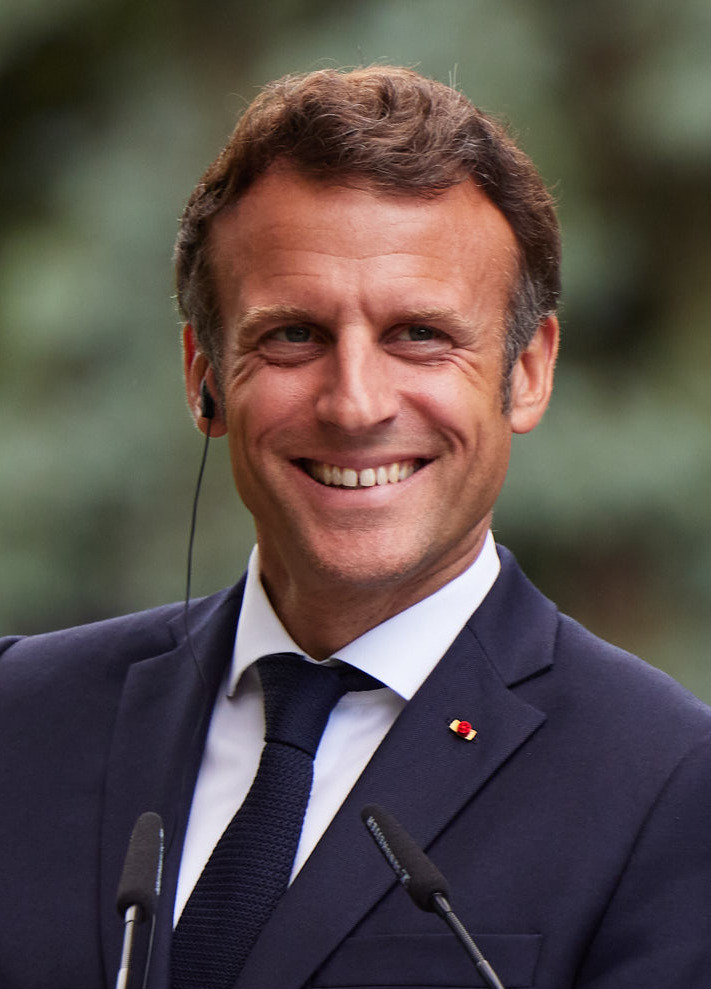
FRA Емманюель Макрон
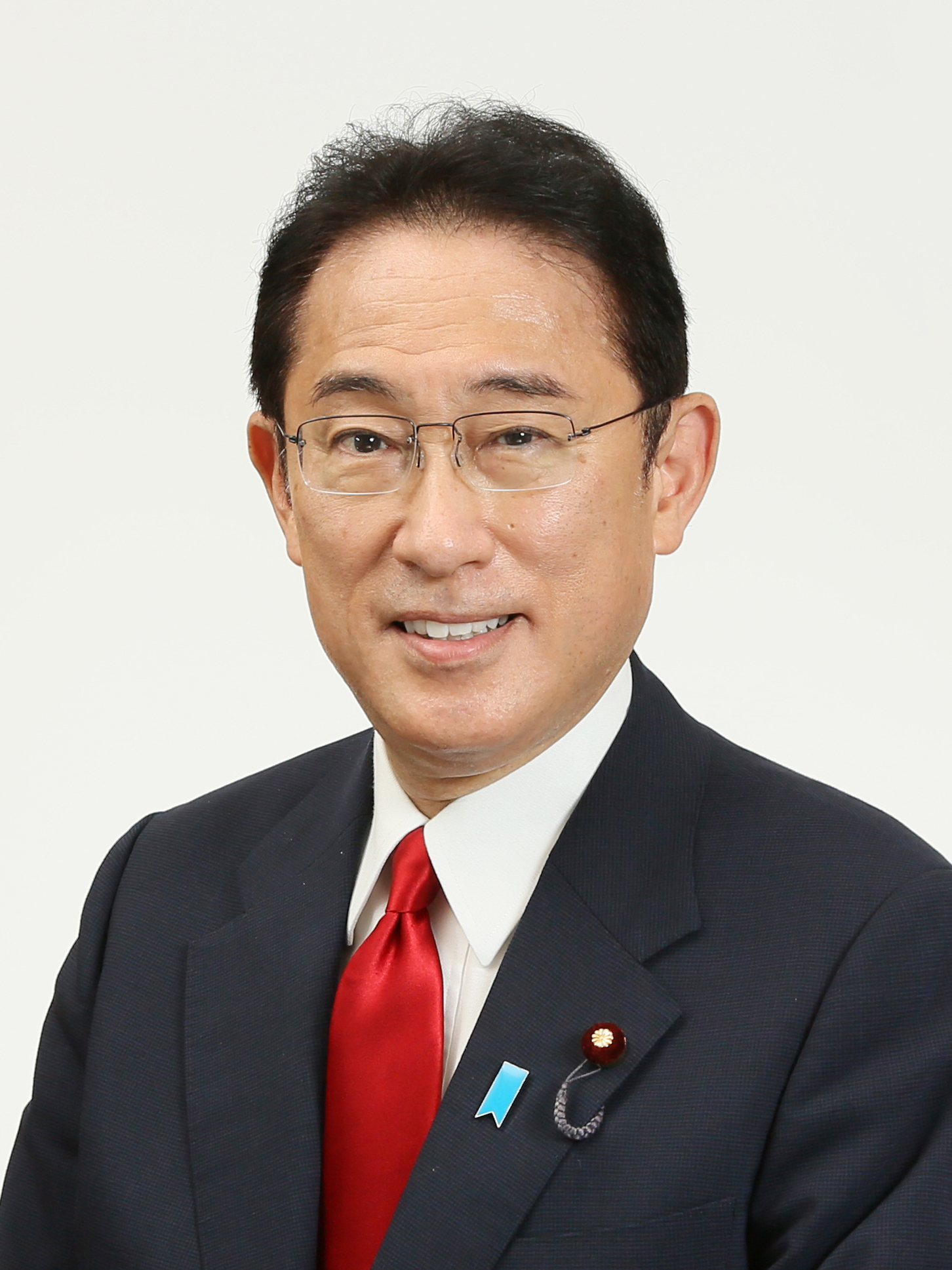
JPN Кісіда Фуміо
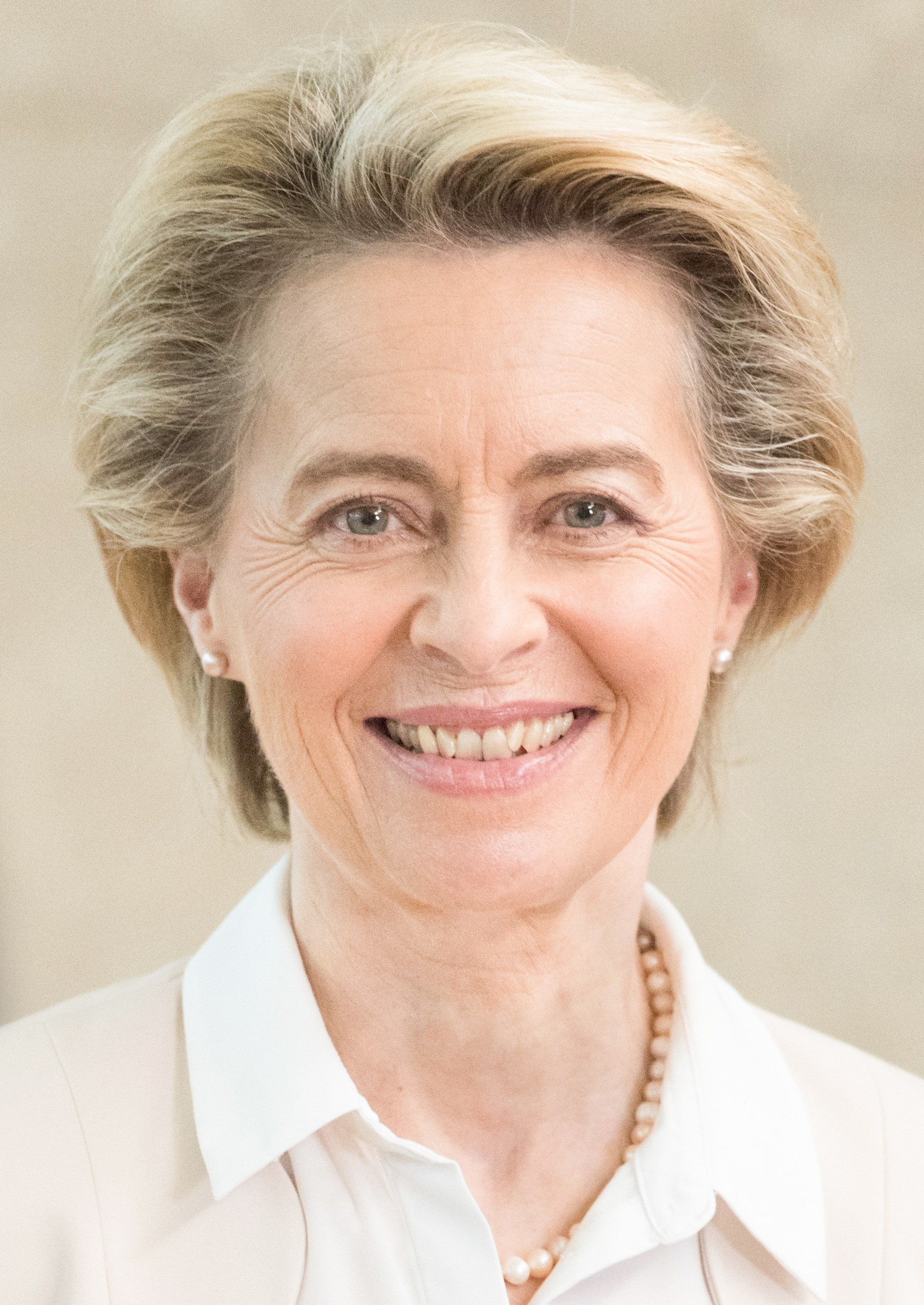
' Урсула фон дер Ляєн
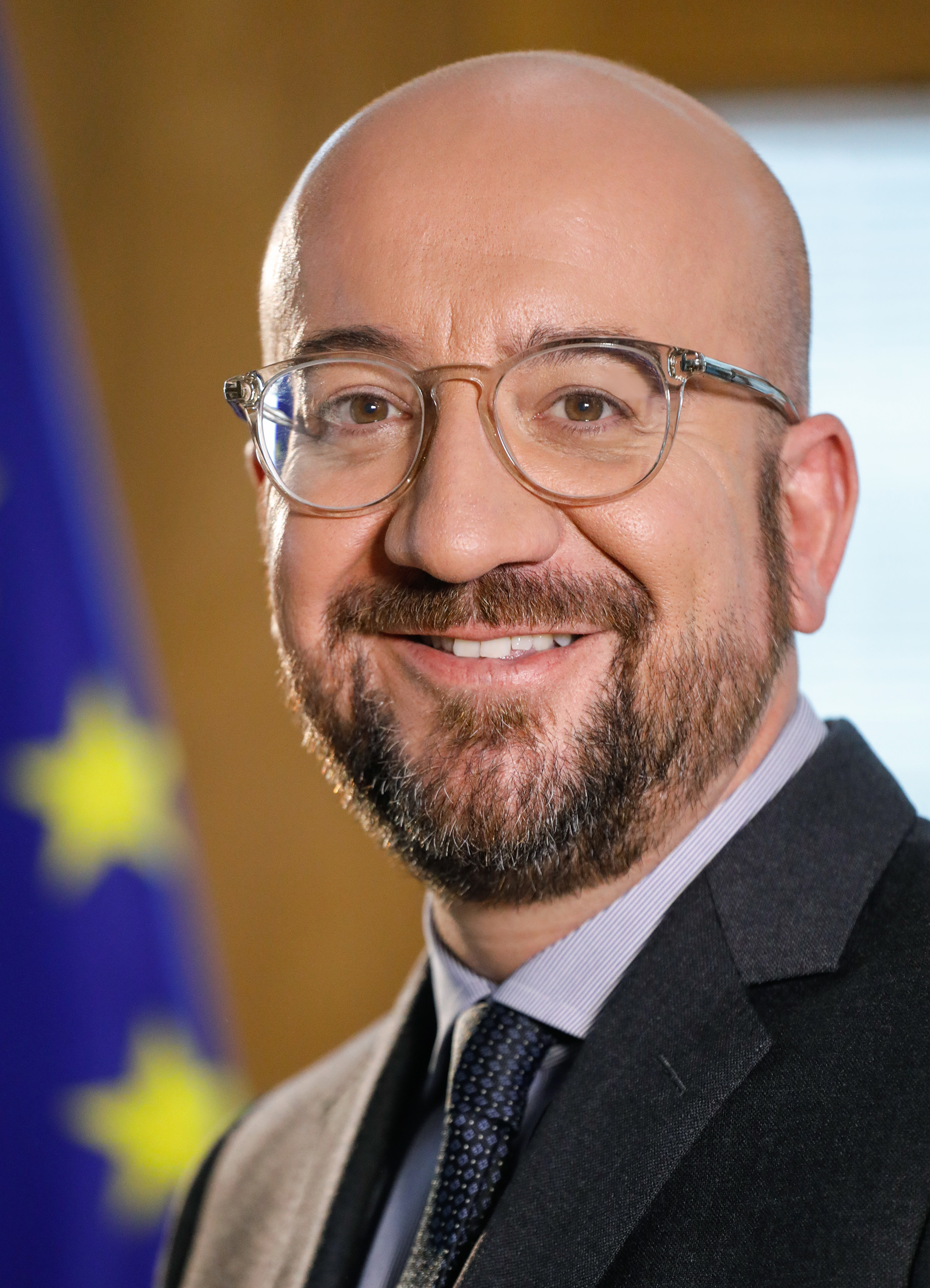
' Шарль Мішель

- Австралія
Ентоні Албаніз
- Аргентина
Альберто Фернандес
- Бразилія
Луїз Інасіо Лула да Сілва
- Велика Британія
Ріші Сунак
- Індія
Нарендра Моді
- Індонезія
Джоко Відодо
- Італія
Джорджа Мелоні
- Канада
 Джастін Трюдо
- КНР
Сі Цзіньпін
- Мексика
Андрес Мануель Лопес Обрадор
- Німеччина
Олаф Шольц
- ПАР
Сиріл Рамафоса
- Південна Корея
Юн Сок Йоль
- Росія
Володимир Путін[3]
- Саудівська Аравія
Мухаммед ібн Салман
- США
 Джо Байден
- Туреччина
 
 Реджеп Тайїп Ердоган
- Франція
Емманюель Макрон
- Японія
 Кісіда Фуміо
- Європейський Союз
Урсула фон дер Ляєн
- Європейський Союз
Шарль Мішель

## Запрошені гості

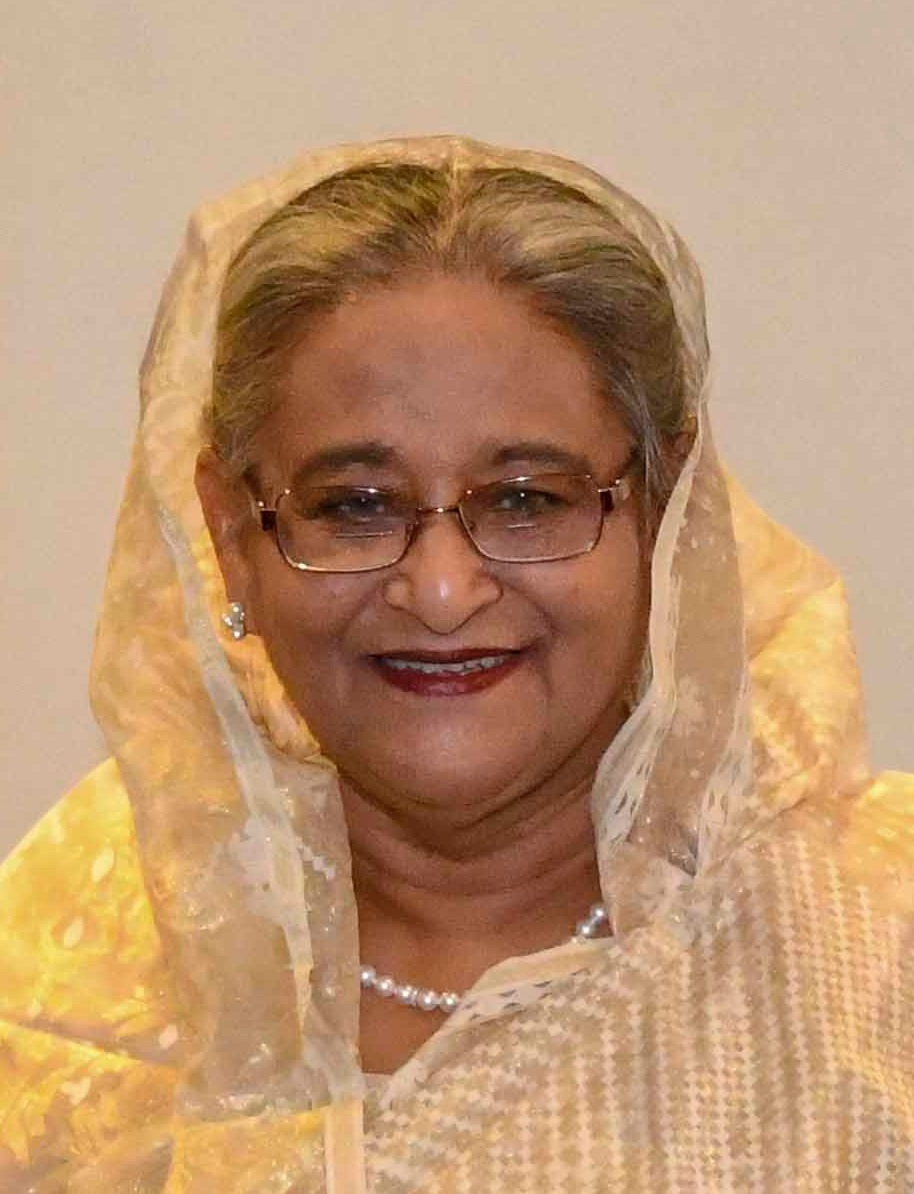
BGD Шейх Хасіна
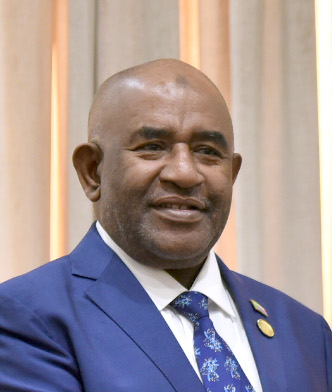
COM Азалі Ассумані
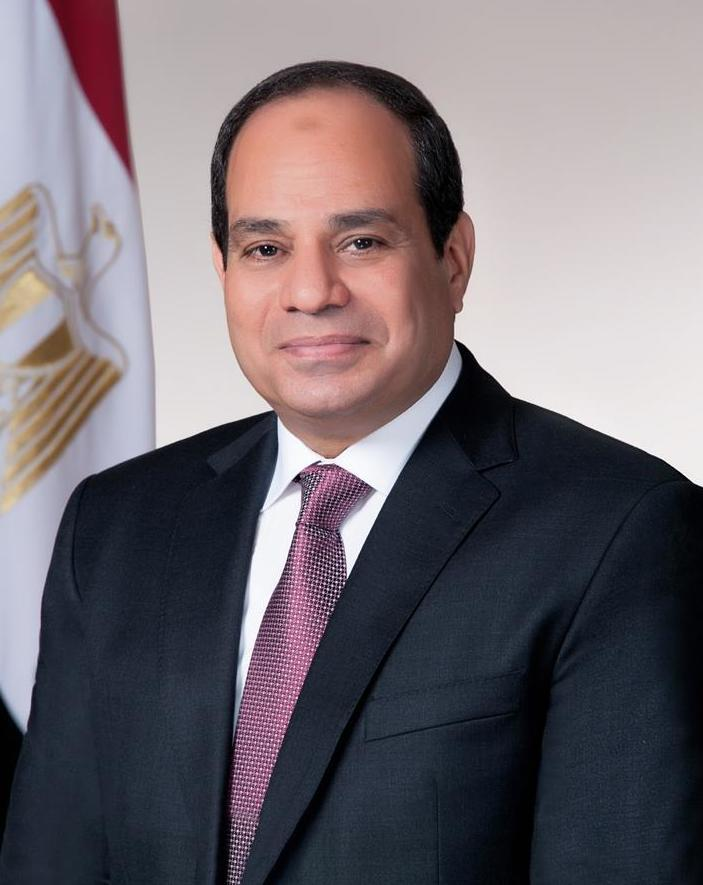
EGY Абдель Фаттах Ас-Сісі
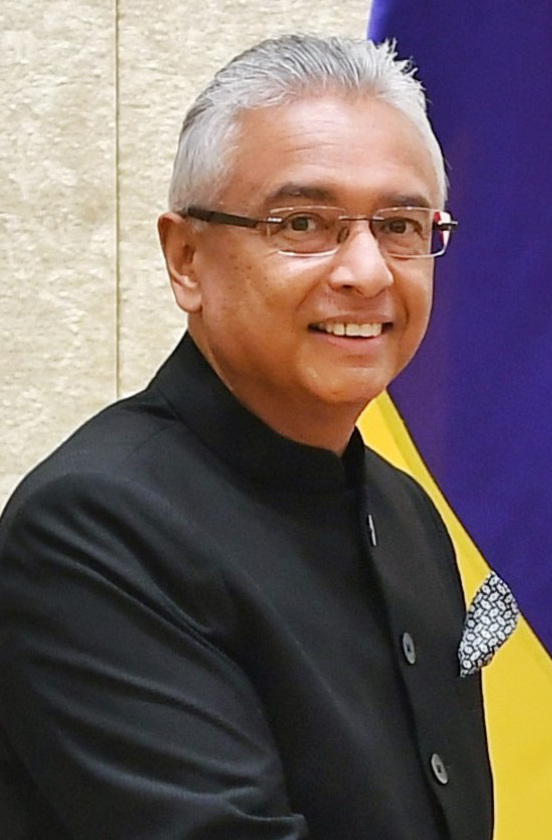
MUS Правінд Джагнот
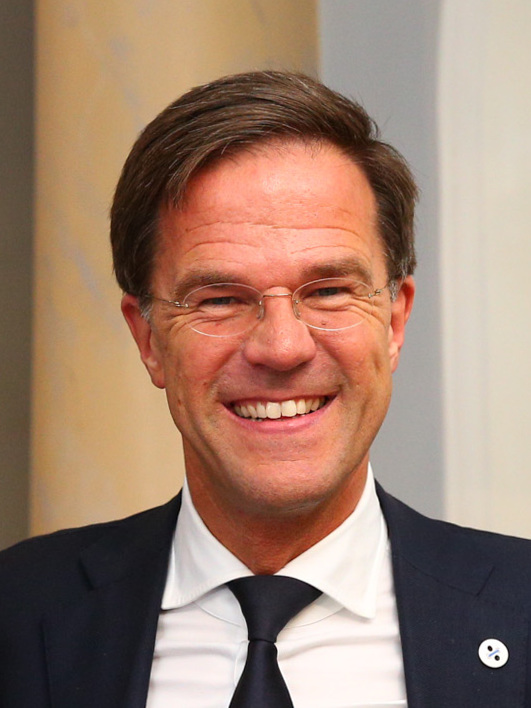
NLD Марк Рютте
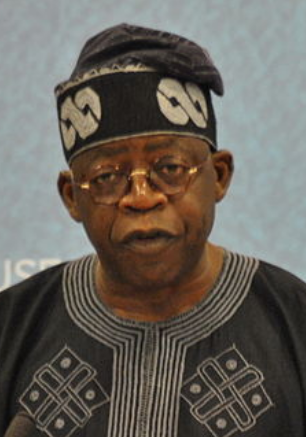
NGA Бола Тінубу
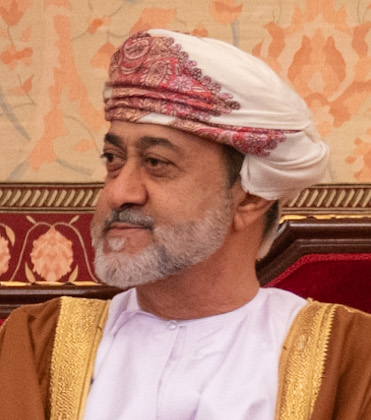
OMN Хайтем бен Тарік Аль Саїд
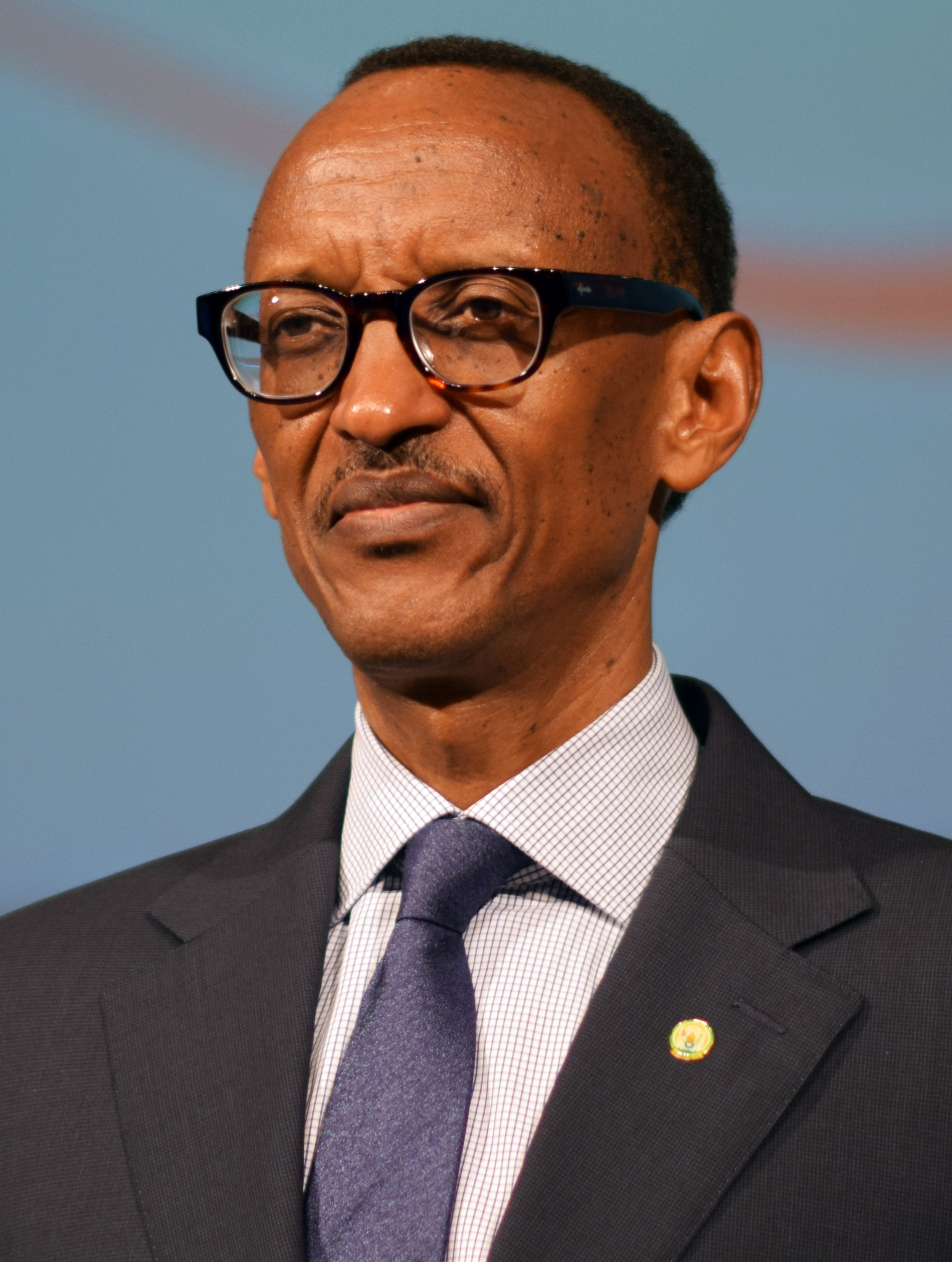
RWA Поль Кагаме
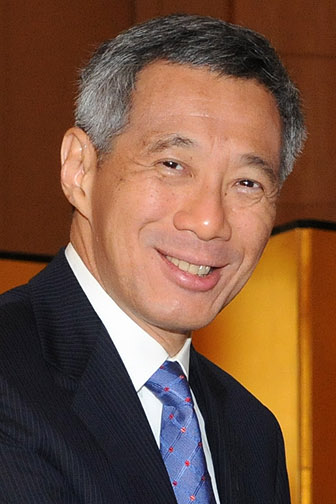
SGP Лі Сянь Лун
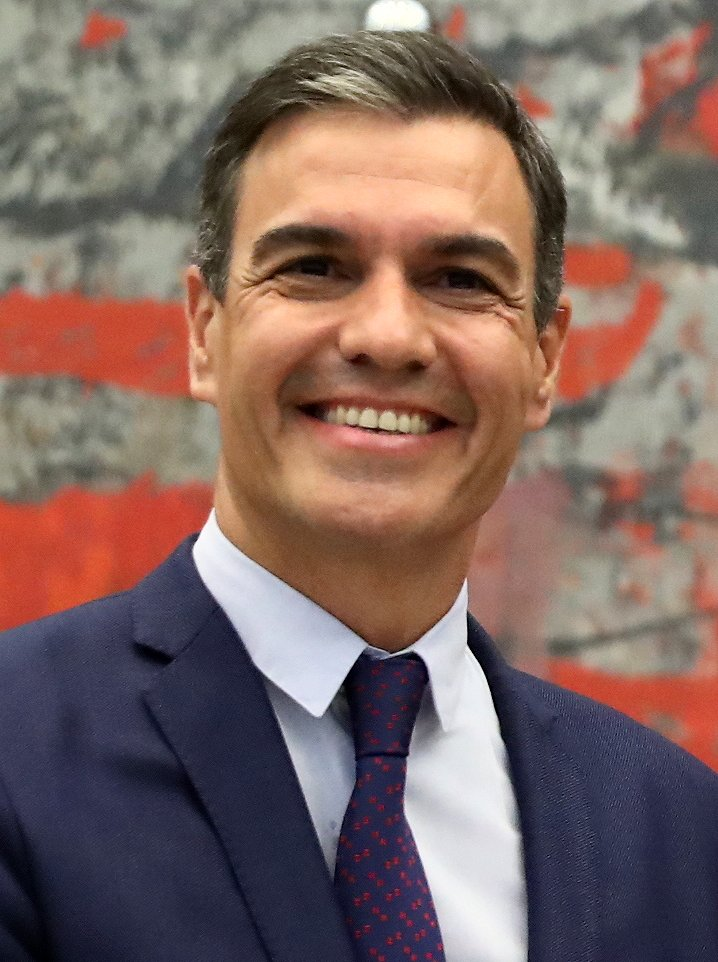
ESP Педро Санчес
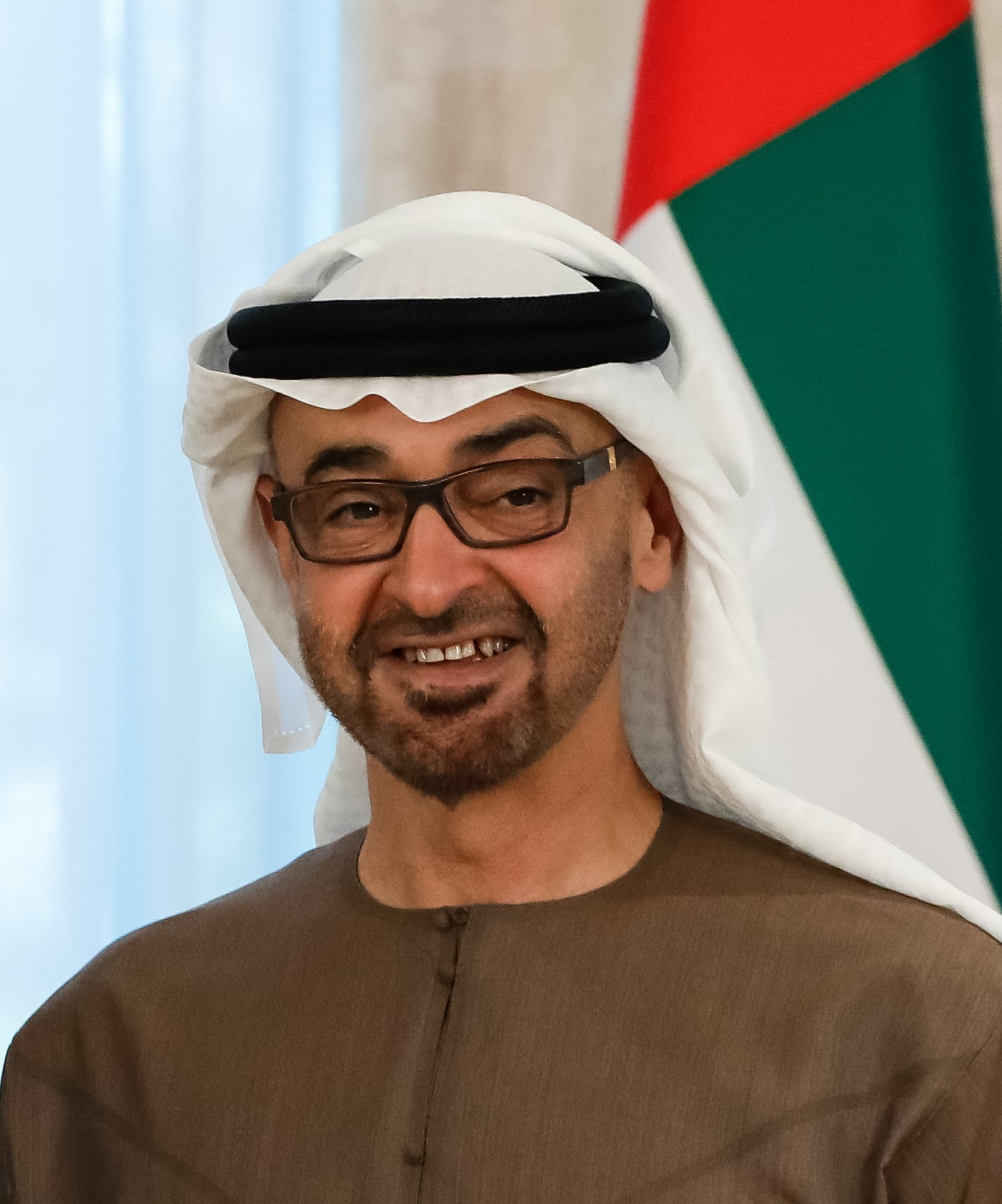
UAE Мухаммад бін Заїд Аль Нагаян

- Бангладеш
 Шейх Хасіна[4][5]
- Африканський Союз 
  Коморські Острови
 Азалі Ассумані
- Єгипет
Абдель Фаттах Ас-Сісі[4]
- Маврикій
Правінд Джагнот[4]
- Нідерланди
Марк Рютте[4]
- Нігерія
Бола Тінубу[4][6][7]
- Оман
Хайтем бен Тарік Аль Саїд[4]
- Руанда
Поль Кагаме
- Сінгапур
Лі Сянь Лун[4]
- Іспанія
Педро Санчес[4]
- ОАЕ
Мухаммад бін Заїд Аль Нагаян[4]

## Учасники міжнародних організацій

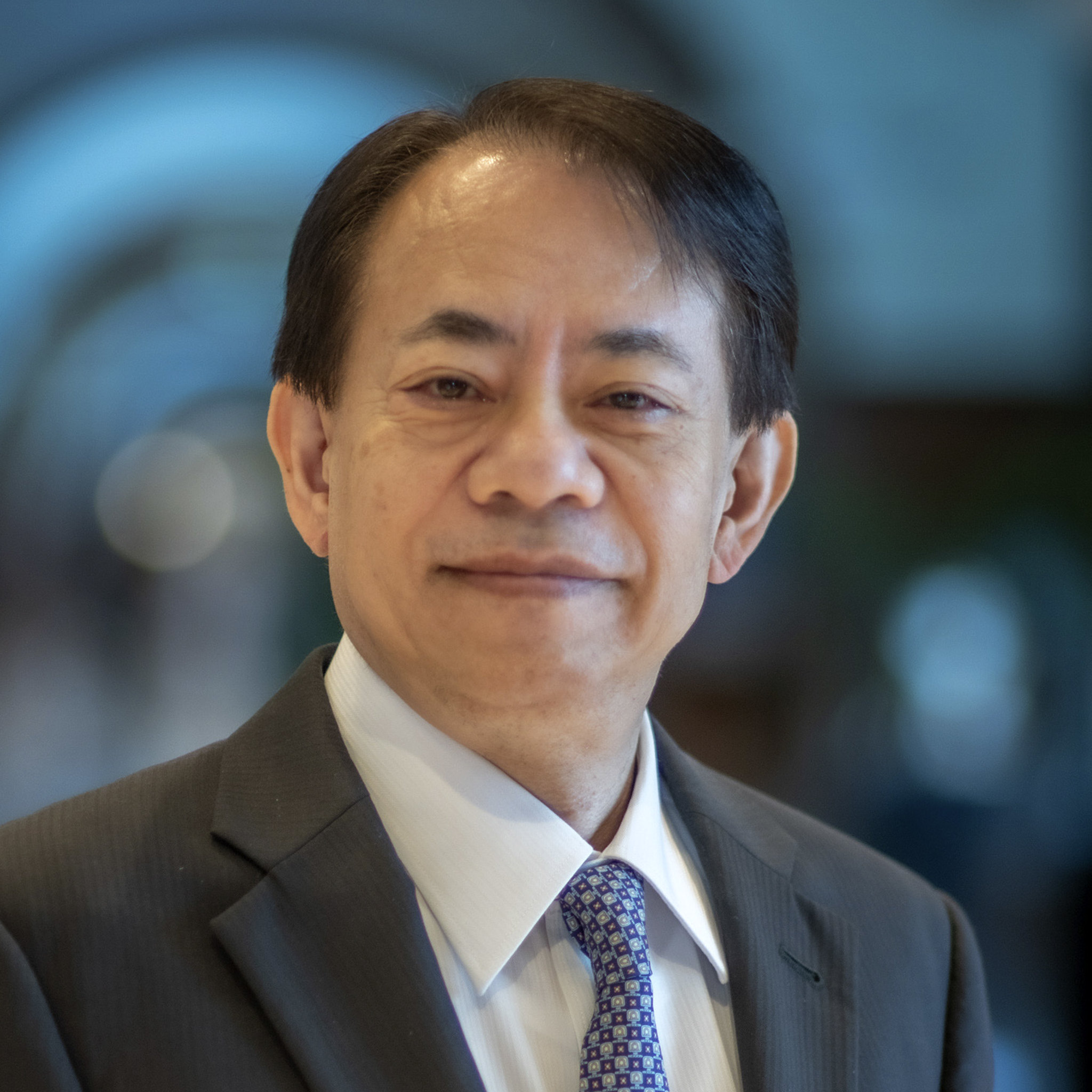
Азійський банк розвитку[8] Масацугу Асакава
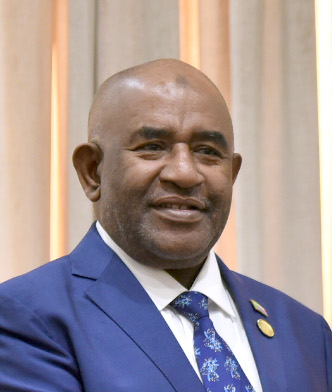
Африканський Союз
  Коморські Острови 
 Азалі Ассумані
Коаліція за стійку до катастроф інфраструктуруАміт ПротіКоаліція за стійку до катастроф інфраструктуру[4] Аміт Проті
Financial Stability BoardКлаас Кнот, Chair Financial Stability Board[4] Клаас Кнот, Chair
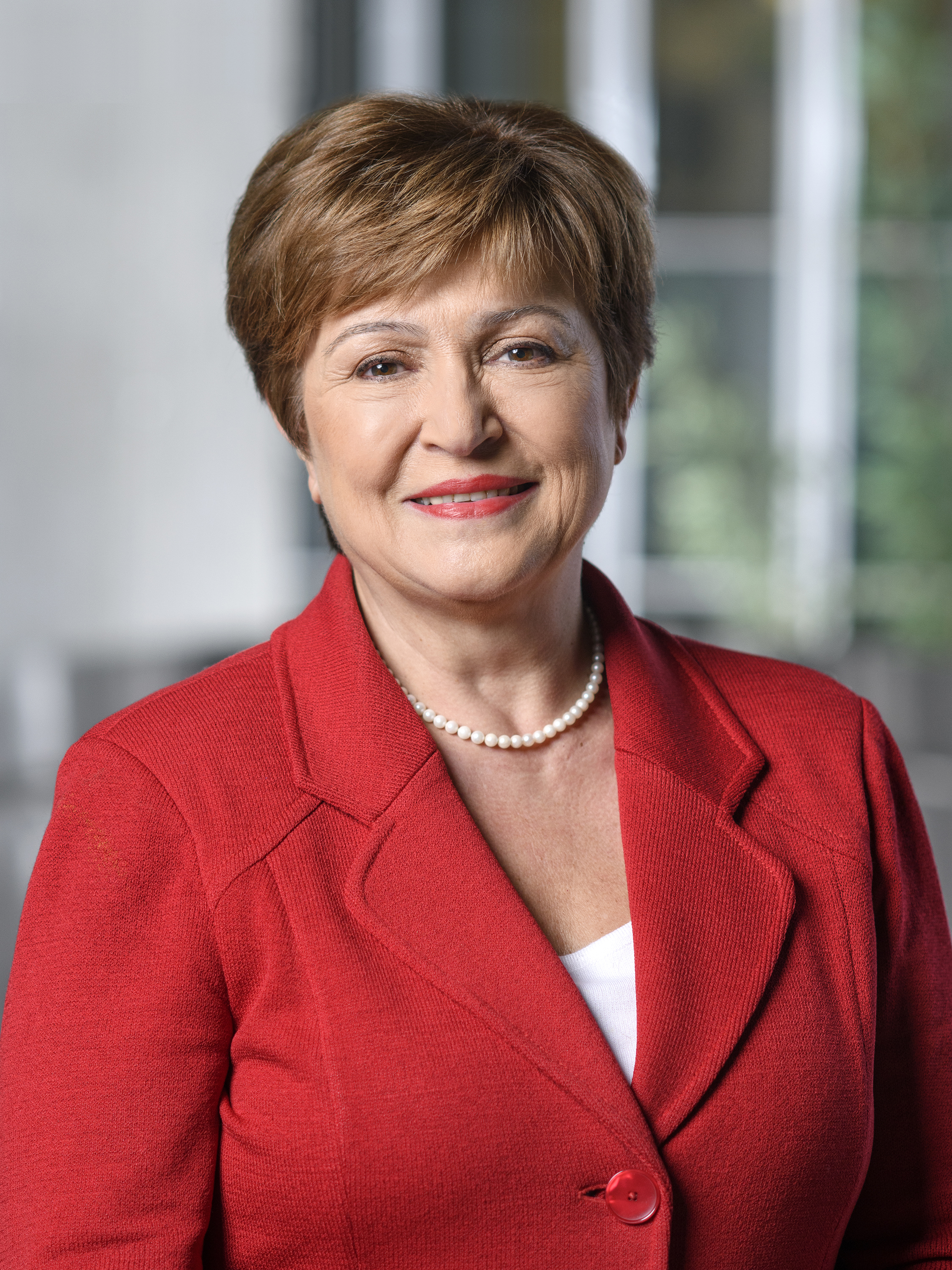
Міжнародний валютний фонд[4] Крісталіна Георгієва
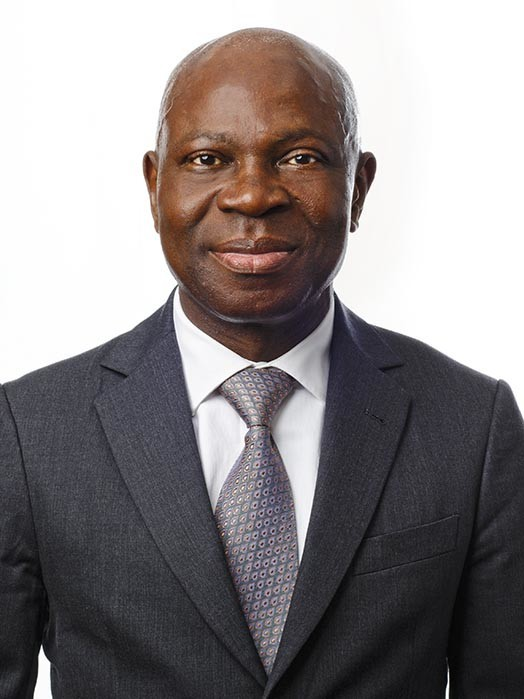
Міжнародна організація праці[9] Гілберт Хонгбо
Міжнародний сонячний альянсАджай МатурМіжнародний сонячний альянс[4] Аджай Матур
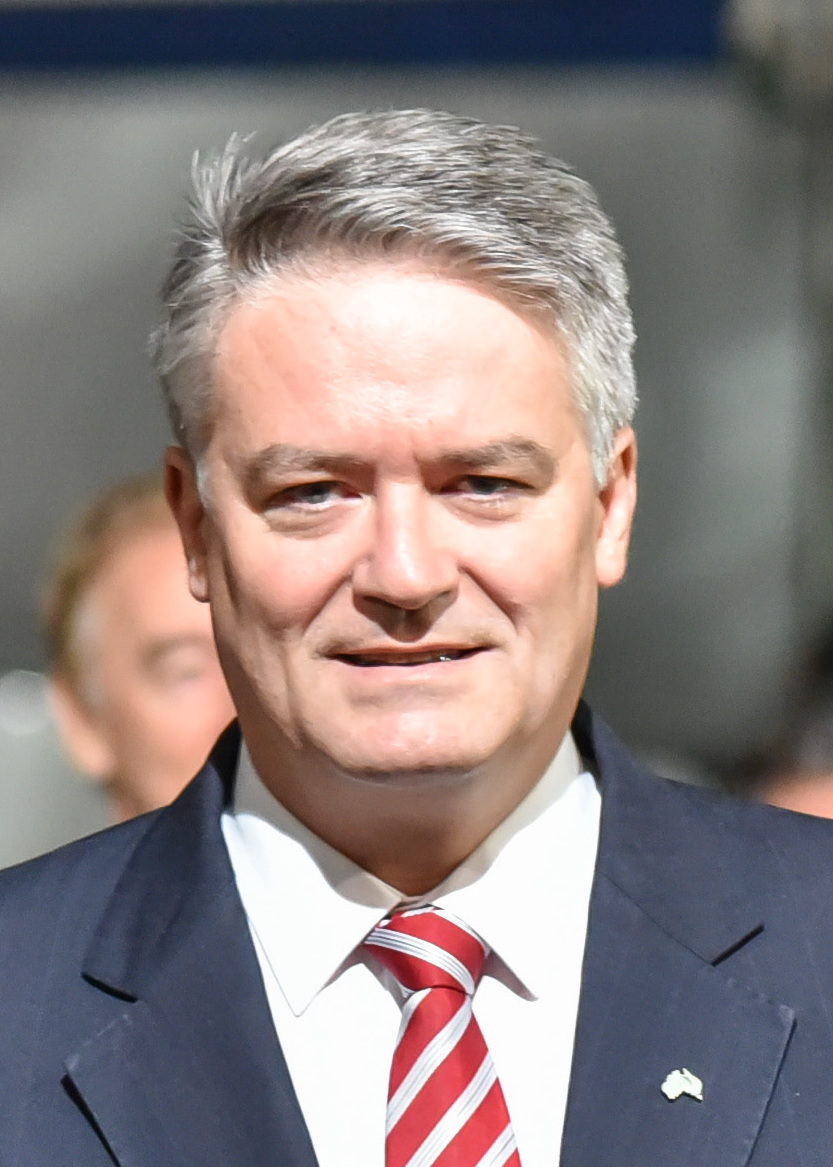
Організація економічного співробітництва та розвитку[8] Матіас Корманн
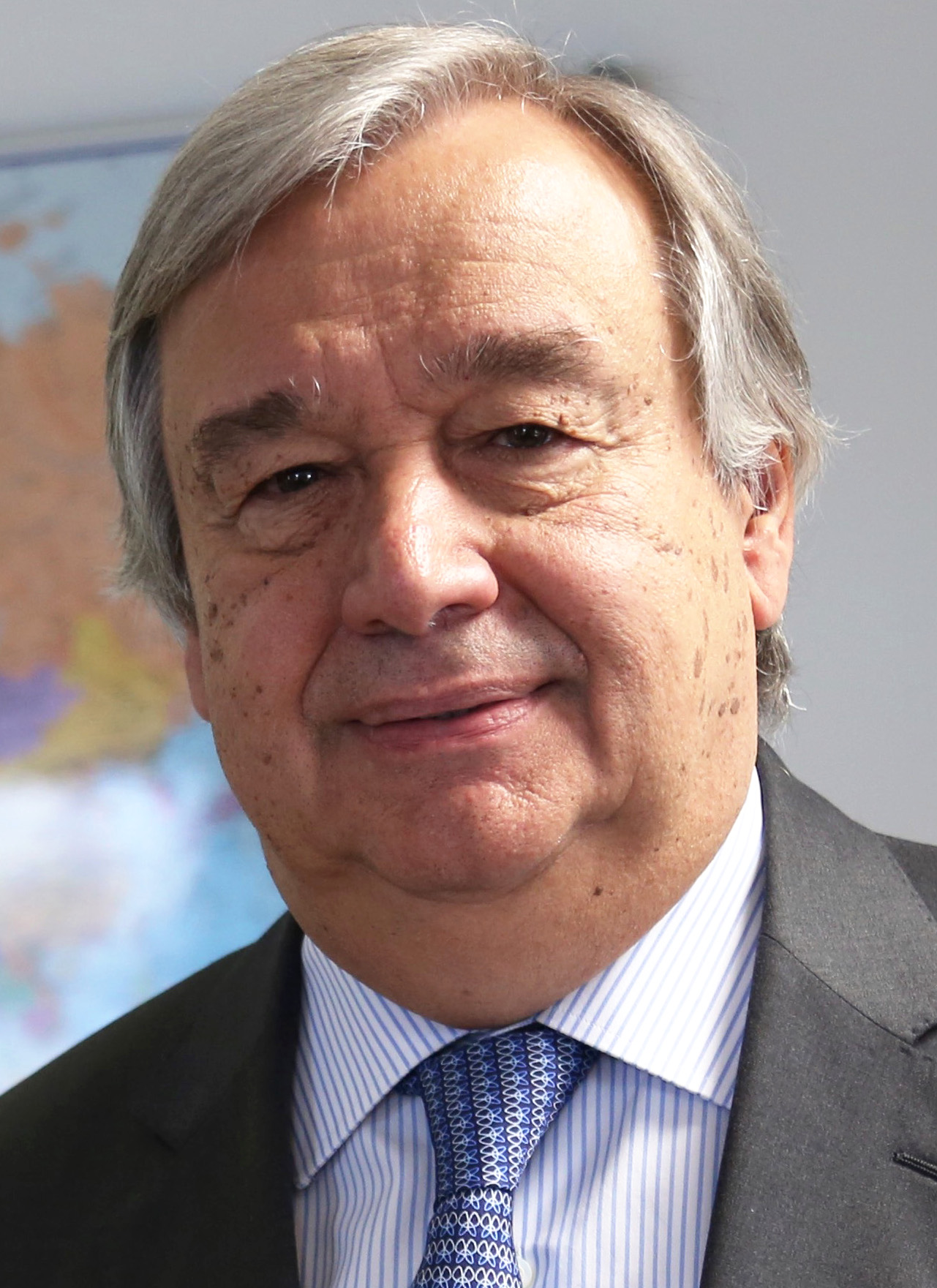
ООН[9] Антоніу Гутерреш
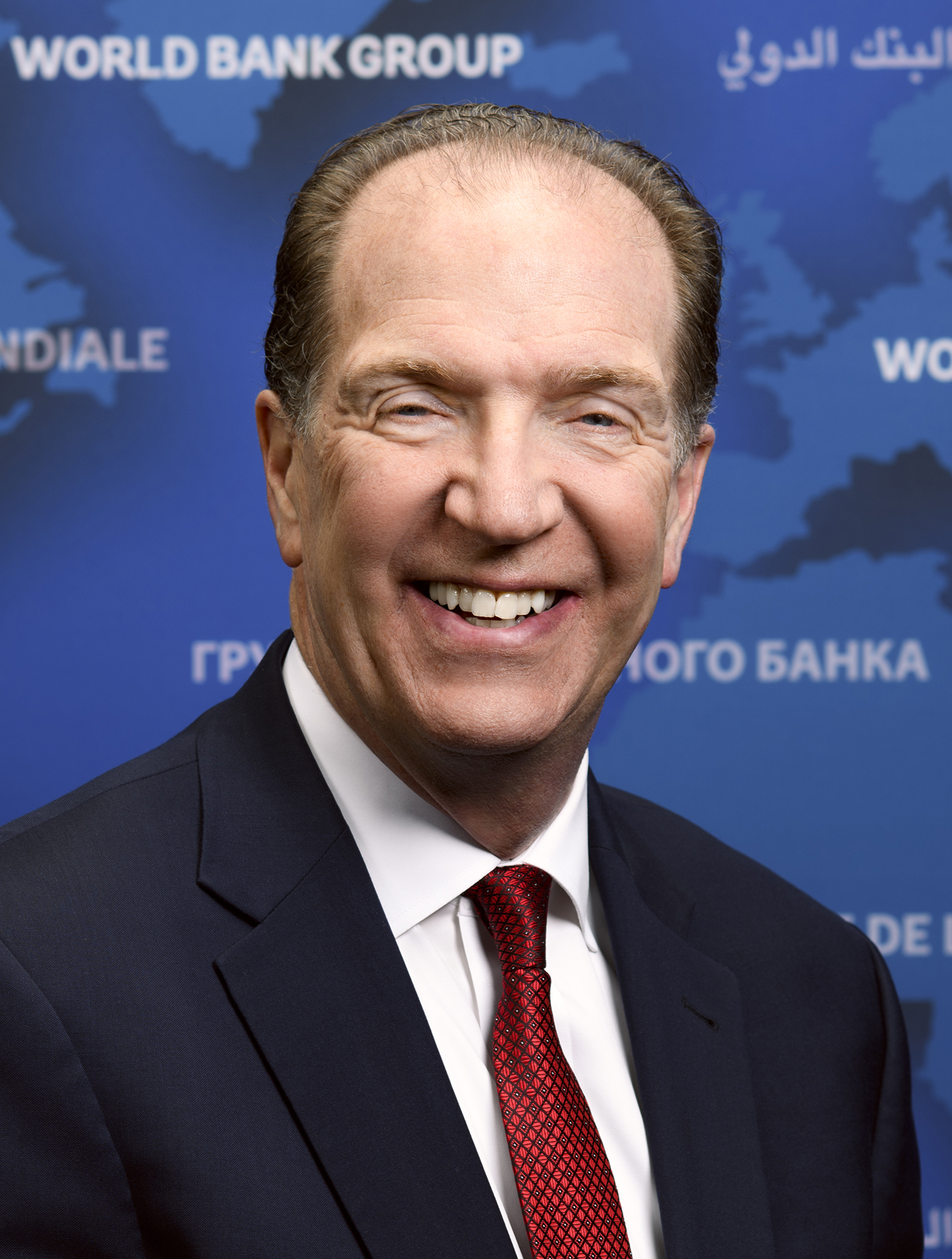
Світовий банк[4] Девід Малпасс
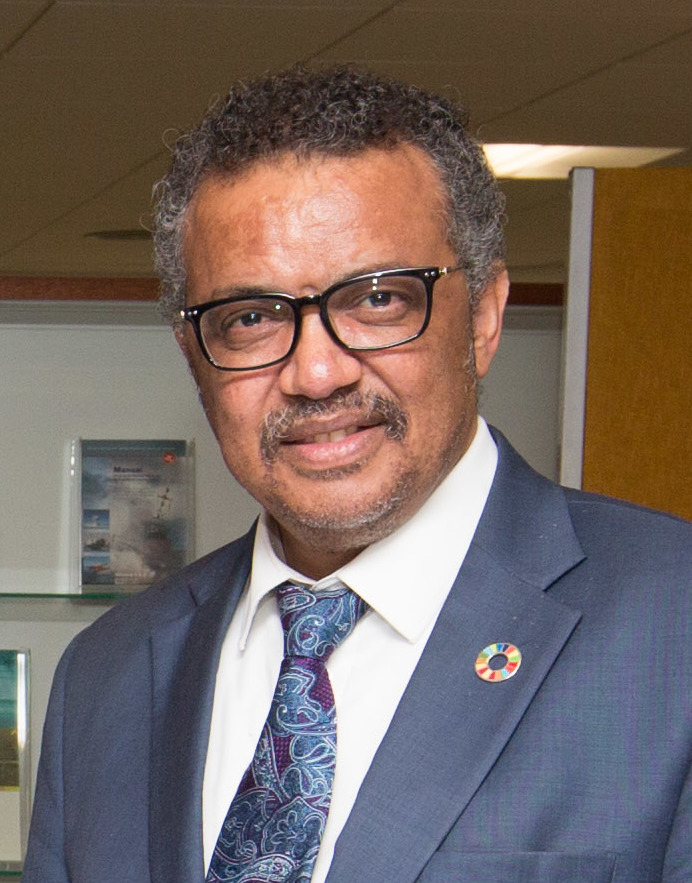
Всесвітня організація охорони здоров'я[8] Тедрос Аданом Гебреїсус
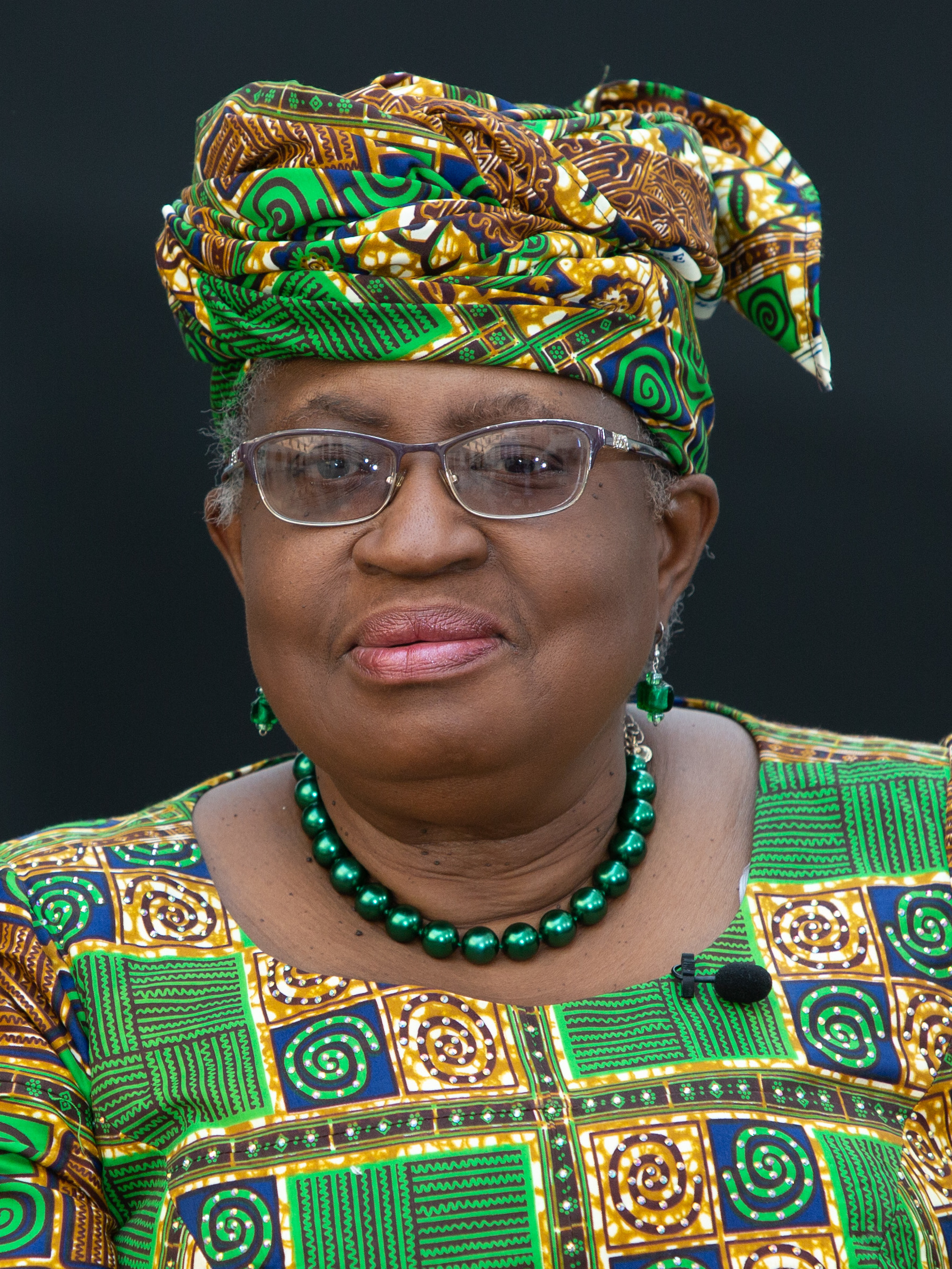
Світова організація торгівлі[8] Нгозі Оконджо-Івеала

## Учасники G20 від Індії

Tata Group Натараджан Чандрасекаран
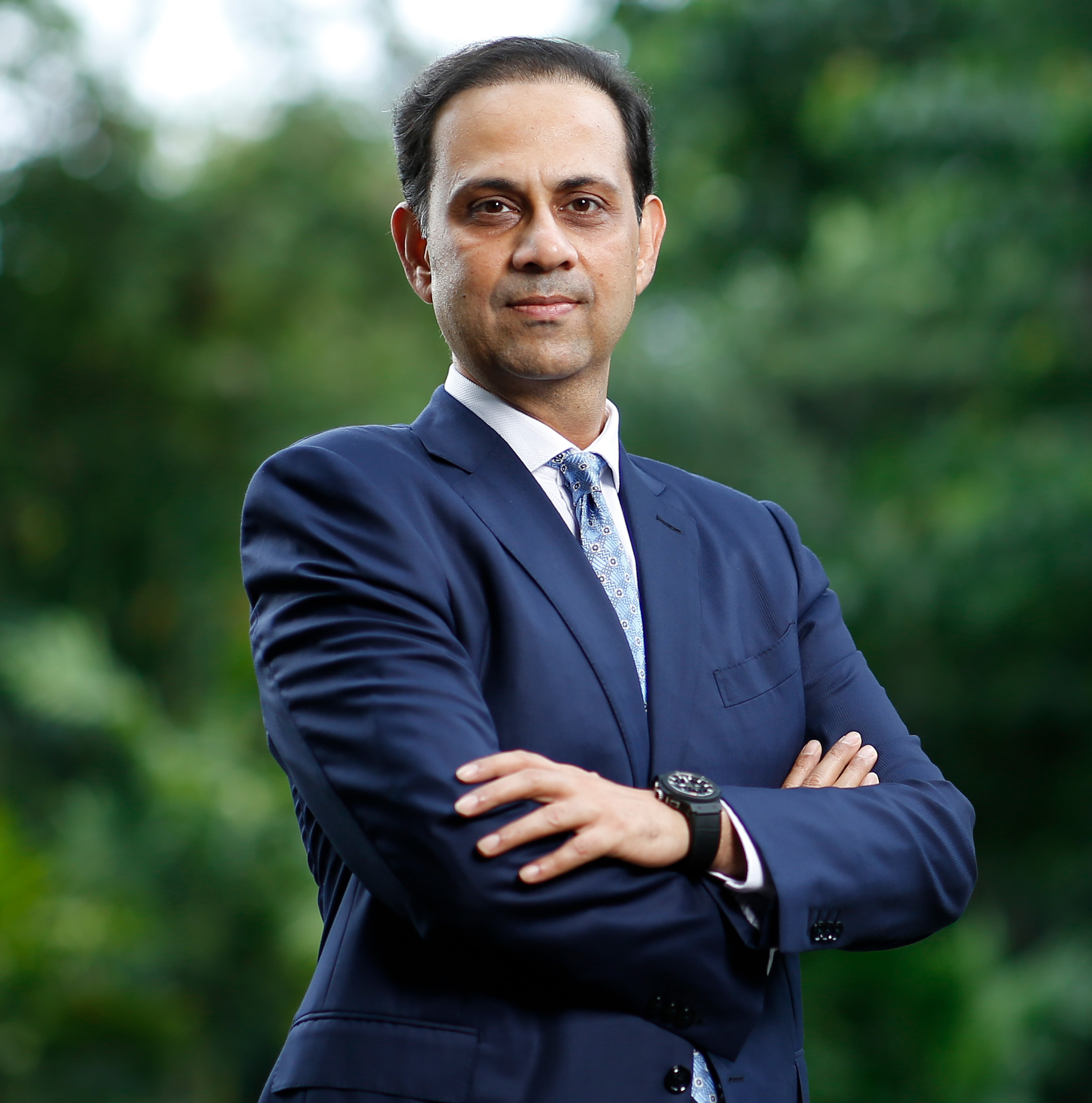
Bajaj Finserv Санджів Баджай
Далітська індійська торгово-промислова палата  Мілінд Камбл Далітська індійська торгово-промислова палата Мілінд Камбл